# Museo internazionale delle ceramiche in Faenza
Il Museo Internazionale delle Ceramiche (MIC), situato a Faenza, è la raccolta di arte ceramica più grande al mondo.  con oltre 60mila opere che vanno dai 4000 anni a.C. ai giorni nostri.

Nelle sale espositive sono raccolte le opere delle officine di ceramica italiana dal Medioevo all'Ottocento; del Vicino Oriente Antico; di area mediterranea in epoca ellenistica; precolombiana e islamica. Un'ampia sezione è dedicata alla ceramica moderna e contemporanea. Dal 1938, ogni due anni, il museo organizza il Premio Faenza, un concorso dedicato alle espressioni d’arte contemporanee realizzate con la ceramica, che gli ha consentito di ampliare le sue raccolte con opere provenienti da tutto il mondo.
Il MIC, grazie alla rilevanza internazionale, le esposizioni, i convegni e gli eventi, è stato accolto dal Club UNESCO di Forlì con il titolo di “Espressione dell’arte ceramica nel mondo” e inserito tra i "Monumenti testimoni di una cultura di pace" secondo il programma dell'organizzazione lanciato nell’anno 2000, anno per la Cultura di Pace.

## Storia

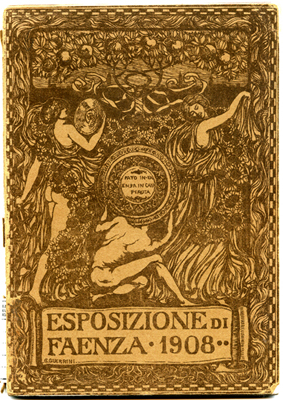
La copertina del catalogo dell'esposizione di Faenza del 1908

Tutto ebbe origine con l'Esposizione Internazionale di Faenza del 1908 dedicata al terzo centenario della nascita di Evangelista Torricelli. Un intero quartiere della città fu attrezzato per il prestigioso evento che vide confluire a Faenza gli artisti più noti nel campo delle arti applicate. Fu un successo e Gaetano Ballardini, animatore della manifestazione e ideatore del nascente Museo delle ceramiche, poté iniziare a collocare la raccolta, nelle sale dell'ex convento di San Maglorio. Sensibilizzò collezionisti privati ed enti pubblici ottenendo donazioni e riconoscimenti istituzionali: fra i personaggi dell'epoca che aderirono al comitato per la fondazione del museo, vi fu il forlivese Tito Pasqui.
Gaetano Ballardini non volle per il suo museo soltanto l'incremento e la diversificazione tipologica dell'antica ceramica italiana ed estera; si preoccupò sin dall'inizio di stabilire saldi rapporti con le scuole di formazione tecnica e artistica, garantendo alle stesse un bacino di esempi e esperienze tecniche con cui implementare la produzione artigianale e industriale. Fu promotore di mostre nazionali e internazionali, e diede vita alla rivista specializzata Faenza. Figlio di quel territorio che aveva dato lustro all'arte della ceramica, volle essere testimone di questa secolare vocazione per trasmetterla alle generazioni future.
Così l'identità del museo si riconobbe nella Scuola di ceramica, oggi Istituto statale d'arte per la ceramica G. Ballardini, nel recupero scientifico delle tecniche antiche della ceramica e nella successiva promozione e vendita dei prodotti ceramici contemporanei. Unico nel suo genere, il museo faentino acquisì sempre maggior prestigio a livello internazionale e già nel 1926 comprendeva, oltre alle collezioni antiche, anche una sezione dedicata alle celebri fabbriche di ceramica europea e ai più qualificati ceramisti contemporanei.

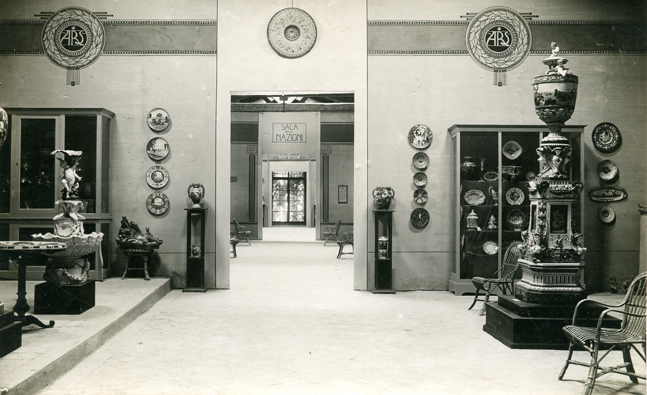
Una sala espositiva del Museo nel 1920

Durante la seconda guerra mondiale il Museo fu pesantemente bombardato; particolarmente disastroso fu il bombardamento del 13 maggio 1944 che provocò gravissimi danni alle strutture. Anche allora Ballardini, nonostante la non più giovane età, si mise all'opera, raccogliendo fondi, sensibilizzando il mondo dell'arte e le istituzioni così che già dal 1949 poté riaprire le prime sale espositive. Fu allora che l'amore per la ceramica di grandi artisti, come Picasso, Leger, Matisse e Chagall, li portò a donare importanti opere al museo.
Nel dopoguerra iniziarono le donazioni di prestigiose collezioni private. Grande eco ebbero le donazioni Merenghi, Benini, Ugolini, Rusconi, fino a quelle più recenti di Cora, Fanfani e Cantagalli. A oggi il museo vanta un corpus di oltre 40.000 pezzi.

## Il percorso espositivo
L'esposizione permanente del MIC si snoda attraverso due itinerari che separano la parte dedicata alla ceramica antica, collocata negli spazi ristrutturati dell'ex quadrilatero conventuale, da quella del Novecento ospitata nelle nuove ali edificate alla fine del secolo scorso. Con questa scelta il museo ha voluto evidenziare il fecondo rapporto fra i caratteri dei vari stili e il "fare ceramica" attraverso i secoli, fino ai giorni nostri.
Il Museo negli anni si è ampliato, con nuove sezioni e nuovi spazi, raggiungendo oggi oltre 16.000 metri quadri espositivi. Nella parte dell’antico quadrilatero conventuale sono ospitate le collezioni antiche; mentre nella parte nuova, ristrutturata negli anni '90, sono ordinate le collezioni moderne e contemporanee.
La visita inizia al pianoterra del quadrilatero conventuale, dove sono ospitate le grandi civiltà (orientale, precolombiana, romana, greca ed etrusca, del Vicino Oriente ed Egitto antico, islamica). Dal bookshop si accede poi al primo piano con il percorso dedicato alla ceramica di Faenza, al Rinascimento italiano, alla ceramica italiana dal XVII al XIX secolo, con una particolare unità riservata alla storica Manifattura Ferniani (1693-1893 ca.) di Faenza.
Si entra poi nella nuova moderna architettura con l'esposizione della sezione del primo ‘900 italiano e si prosegue nella collezione italiana dal secondo dopoguerra a oggi. Dopo la rampa, di fianco al salone dedicato alle esposizioni temporanee, si visita la Sala Europa, con le opere donate da Picasso per la ricostruzione delle Collezioni moderne del Museo dopo le distruzioni belliche, ideale anteprima alla sezione dedicata alla scultura internazionale del XX e XXI secolo, un percorso che viene arricchito ad ogni edizione del prestigioso Premio Faenza.
Il piano interrato è dedicato alle Ceramiche Popolari, al design e ai rivestimenti. In una sala dedicata è allestito l'ottocentesco Presepe Zucchini, donato al Museo nel 1990 dalla famiglia dei conti Zucchini, composto da 61 statue in terracotta dipinta con le spettacolari scenografie dipinte da Romolo Liverani.
Risalendo al pianoterra, ripercorrendo la sala delle manifatture europee, nel soppalco collocato sopra la Sala delle Classiche (arte greca, romana ed etrusca) è possibile visitare la sezione che racconta la storia del MIC, la fondazione del Museo e la sua ricostruzione dopo il bombardamento del 1944.

## Ceramica in Italia dal Medioevo all'Ottocento

### Il Medioevo faentino

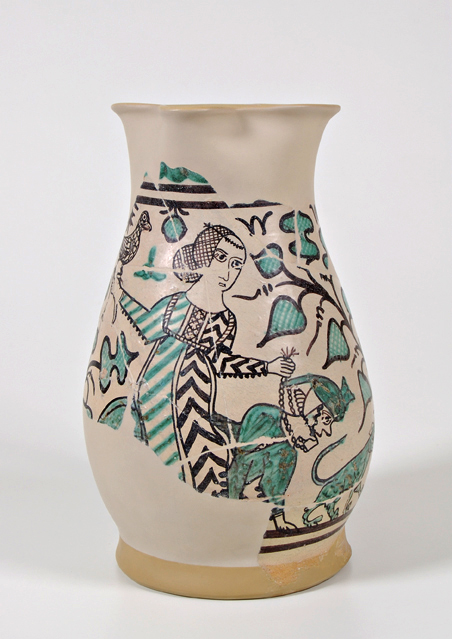
Boccale medioevale con la rappresentazione di Filide e Aristotele

I primi reperti di ceramica faentina risalgono ai primi secoli dopo l'anno 1000. Gli artigiani poterono giovarsi delle terre locali, utili alla lavorazione dei manufatti principalmente per uso domestico e, nella foggiatura delle forme e i decori, seppero mediare con originalità la cultura lombardo veneta e quella della vicina Toscana.
Faenza infatti, sin dall'alto medioevo, ricadeva in un'area attraversata dagli intensi traffici che provenivano sia dalla via Emilia, sia dalle arterie transappenniniche che dalla Toscana conducevano al nord est della penisola e lì s'incrociavano.
Per la maiolica, sul biscotto di prima cottura si poteva applicare lo smalto e decorarlo a pennello oppure, per i manufatti chiamati graffiti, l'oggetto ancora crudo veniva rivestito d'ingobbio e poteva essere graffiato con una punta per poi essere cotto, successivamente decorato e infine rivestito da una vetrina trasparente.
Per i decori la ceramica si avvalse del coevo repertorio delle arti minori in cui campeggiavano, nei tessuti, nelle miniature e l'oreficeria, sia il bestiario medievale con i suoi motivi fitomorfi e gli animali fantastici, sia i temi araldici atti a dar lustro alle varie casate che hanno contraddistinto la storia faentina di questo periodo, come per i Manfredi signori di Faenza dal 1313 al 1505.
Interessante il recupero, nella fine del Trecento, anche di temi leggendari tratti dalla classicità. Ne è testimonianza, su un boccale della fine del XIV secolo, una decorazione con Aristotele cavalcato da Filide che rievoca l'allegoria, diffusa dal XIV al XVI secolo, della supremazia della donna sull'uomo.
È lo stile arcaico che tradurrà, anche in quest'arte minore, l'immaginario medioevale traghettandolo fino alle soglie del XV secolo.

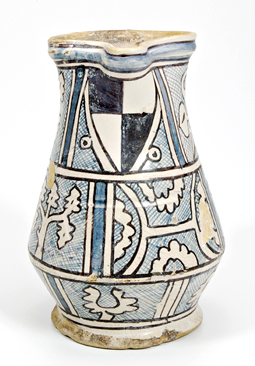
Boccale medioevale con stemma della famiglia Manfredi. Faenza, ultimo quarto del XIV secolo.
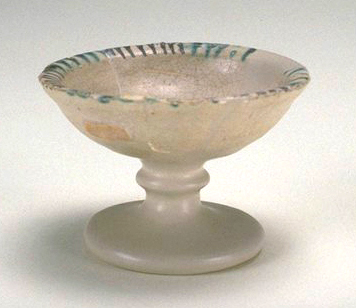
Coppa medioevale dipinta in verde ramina. Faenza, ultimo quarto del XIV secolo.
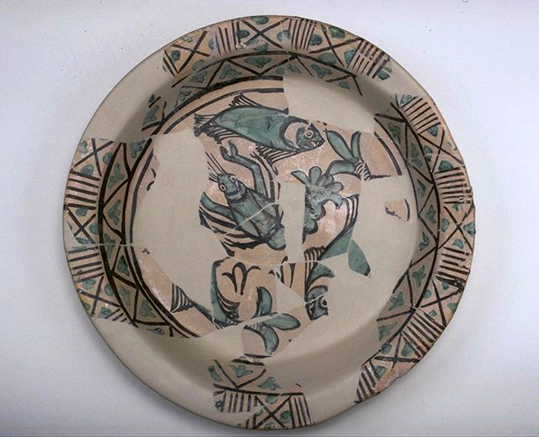
Bacile dipinto a motivi geometrici e animali stilizzati. Faenza, XIV secolo.
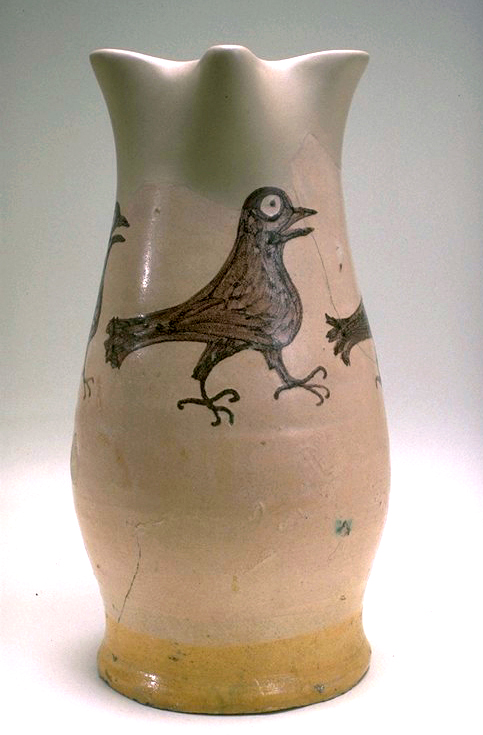
Boccale dipinto con un uccello. Faenza, XIV secolo.

### Faenza dal XV al XVII secolo

#### Il Quattrocento

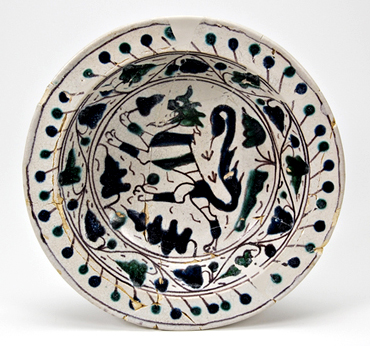
Piatto con la rappresentazione di un "leone rampante" eseguito a "zaffera" a rilievo. Faenza, inizio del XV secolo

Agli inizi del Quattrocento, al termine della fase arcaica, le ceramiche faentine cominciano a distinguersi per il candore, la corposità degli smalti e l'adozione di nuovi pigmenti colorati.
La produzione si caratterizza per la serialità dei temi ornamentali, senza eccessive divagazioni stilistiche. In questo che viene definito stile severo si compendiano in due successive fasi una serie di famiglie decorative principali.
Nella prima i maestri faentini elaboreranno i temi dello stile arcaico ispirandosi nell'ornato ai decori bizantini, come nella famiglia della "zaffera", dall'arabo al-safra=cobalto, in cui raggiungono una rara perfezione esecutiva ove su un plateau particolarmente bianco campeggia lo smalto a spessore cobalto intenso o per la famiglia "italo/moresca", subendo l'influenza delle maioliche ispano moresche provenienti dall'isola di Maiorca e dalla Spagna quando, attraverso l'accostamento dei colori blu e giallo (il cobalto si diluisce e si attenua ingrigendosi e il giallo si avvicina al citrino), si imiterà gradevolmente la nouance dorata del loro lustro metallico.
Nella seconda fase, ai temi cari al tardo gotico, floreale o flamboyant, a cui appartiene per eccellenza il motivo della "foglia accartocciata", si affiancherà l'elaborazione degli stili decorativi giunti, con le porcellane introdotte in Europa lungo la via della seta, dalle regioni orientali e dalla Cina.
Sono le famiglie ad "occhio di penna di pavone", "palmetta persiana", e con decoro "alla porcellana" ripreso dalle prime ceramiche cinesi importate in occidente durante il primo periodo della dinastia Ming.
Unitamente ai manufatti smaltati si affianca, fino alla metà del Quattrocento, ceramica graffita ingobbiata e invetriata, dai caratteristici decori stilizzati fito zoomorfici in bicromia verde (ramina) e bruno giallastra (ferraccia).

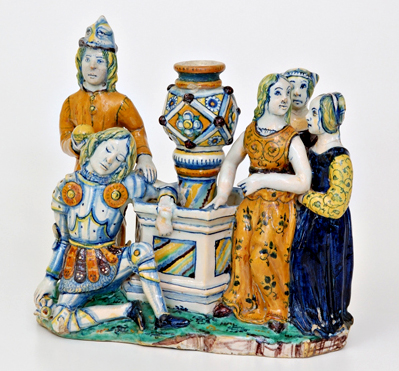
Calamaio con la rappresentazione del Giudizio di Paride. Faenza, fine del XV secolo.

Nella seconda metà del XV secolo si affermò la produzione di ceramica graffita e di maiolica dipinta, sia su tematiche simboliche sensibili alle istanze neoplatoniche, sia con il genere amatorio o la rappresentazione di volti virili e femminili dalla delicata purezza formale.
Ne sono esempi la diffusione di ciotole, ingobbiate, graffite e invetriate, o maioliche smaltate, con effigiato il volto della persona amata. Se ne tramanda l'uso “gentile” per consacrare le unioni, da cui il nome per queste ceramiche di Gameli, e con gli sposi che bevendo nella stessa coppa confermavano così la comunione d'intenti matrimoniale. È altresì testimoniato l'uso di questi oggetti per distribuire i confetti agli invitati al termine dei festeggiamenti nuziali.
Un'altra interessante produzione si distingue nell'ultimo quarto del XV secolo. Sono le piccole plastiche maiolicate policrome, a tutto tondo o a bassorilievo, a soggetto sacro e profano dal connotato quasi fiabesco. I soggetti traggono spunto dalle opere monumentali a cui si era ispirato il repertorio dei maestri plasticatori di area padana.
Fra le rappresentazioni a carattere profano la più diffusa sarà quella a forma di calamaio con il Giudizio di Paride, come nell'opera qui riprodotta, e con i classici personaggi disposti intorno a una fonte: Mercurio, Paride, Venere, Giunone e Minerva. La dea dell'amore vinse la gara e anche in questa riproduzione plastica l'allegoria individua nell'eros, trasfuso nell'inchiostro, la fonte dell'afflato che deve ispirare e nobilitare lo scrivere.

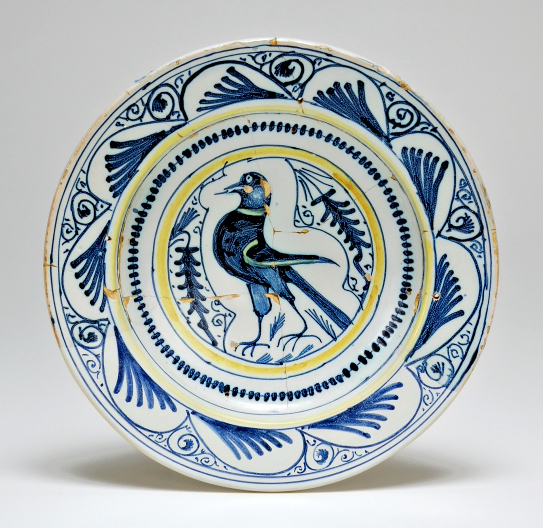
Piatto con uccello stilizzato. Famiglia Italo-moresca. Faenza, metà del XV secolo.
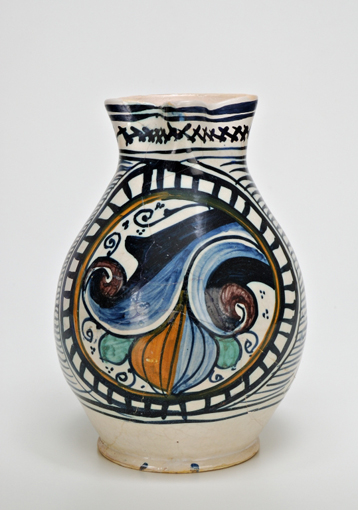
Boccale con il motivo della foglia gotica "a cartoccio". Famiglia gotico floreale. Faenza fine del XV secolo.
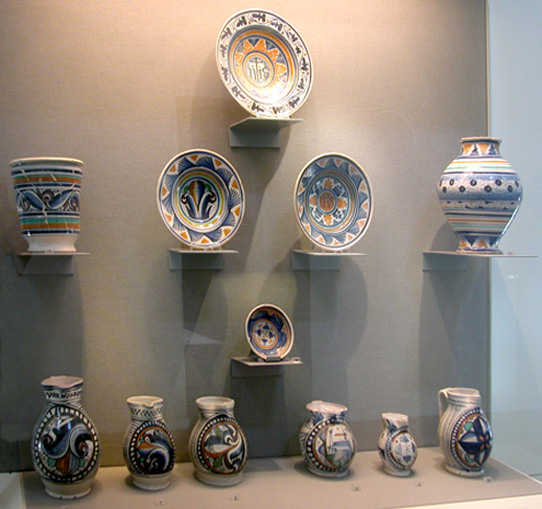
Vetrina con opere faentine del XV secolo.
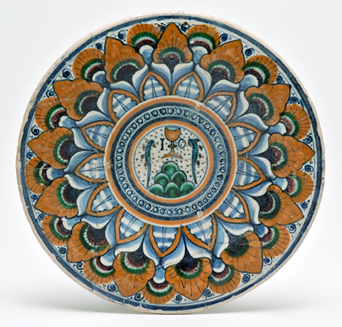
Piatto con decoro ad "occhio di penna di pavone", al centro "impresa" religiosa manfrediana. Faenza, fine del XV secolo

#### Il Cinquecento
(Giulio Castellani, Stanze in lode delle Gentili donne di Faenza. Bologna, 1557)

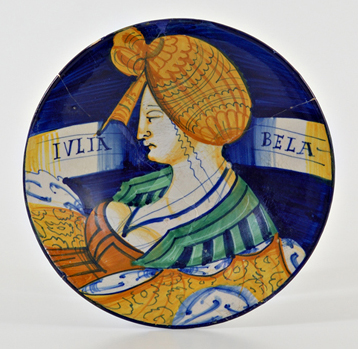
Piatto con dipinta IULIA BELA. Faenza, fine del XV-inizio del XVI secolo

Continua per tutto il primo quarto del Cinquecento la produzione di maiolica decorata alla "porcellana" con orcioli, boccali, piatti, vassoi e albarelli anche con anse tortili; i colori sono diffusamente in monocromia turchina, con accenni di arancio, rosso, verde e giallo, nei cartigli e nelle rappresentazioni araldiche.
In questo inizio di secolo le officine faentine raggiungono una propria autonomia linguistico decorativa, unitamente a un'alta qualità tecnica, con l'affermarsi degli ornati caratteristici del nostro pieno Rinascimento.
Ritroveremo sulle maioliche delicate rappresentazioni della figura umana pur restando circoscritte alle tipologie di singoli personaggi, come paggi, dame, musici o figure allegoriche fino al tema, comune a diverse manifatture dell'area centroitalica, delle cosiddette “belle donne” o “bellone”, vivacemente dipinte, dai generosi décolleté, sontuose vesti, copricapi, e dai molti nomi: Julia bella, Eugenia bella, Laura bella, Bernardina bella, Maria bella, Diana bella, Laura bella, come osserverà Giulio Castellani nel suo poemetto cinquecentesco dedicato alle "Belle di Faenza".
Inoltre la ricerca iconografica, sensibile alle richieste di una committenza sempre più esigente e colta induce i maestri faentini a esprimersi attraverso un virtuosismo decorativo di rara bellezza.

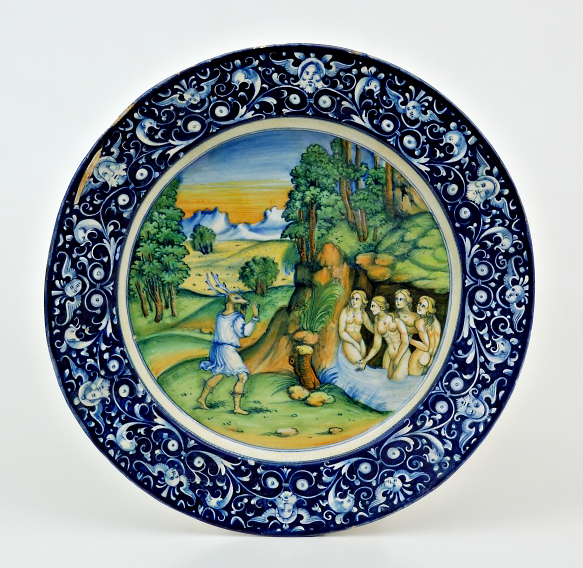
Piatto con ornato a grottesche e cavetto istoriato con raffigurazione di "Atteone mutato in cervo", Faenza, 1530-1535 circa

È il caso delle pitture a grottesche su fondi azzurri (tipologia berrettina) quando, sulla scorta delle scoperte dei resti della Domus Aurea Neroniana chiamate “grotte”, si era affermato dalla metà del Quattrocento, nella grafica, nella pittura e quindi nella ceramica, il tema delle grottesche, con il suo immaginario decorativo.
Campeggeranno così sulle maioliche, fra delicati girali fogliati, animali fantastici e mostruosi, cornucopie, trofei d'armi antiche, busti e ritratti anche a cornice di stemmi araldici e figurine intere.
Una decorazione sempre più complessa fino a raggiungere intorno al secondo quarto del XVI secolo un'ottima compiutezza formale e narrativa con la rappresentazione di temi tratti dalla mitologia e dall'Antico e Nuovo Testamento.
Sarà questo il tempo dello Stile istoriato in cui si esprimeranno maestri d'indiscusso valore come Pietro Bergantini, Baldassarre Manara e Pirotto Paterni capostipite della Ca' Pirota.
Famose nelle collezioni del Museo: la "coppa" della bottega di Pietro Bergantini (dono Galeazzo Cora), qui rappresentata, con l'istoria, dipinta su fondo berrettino (azzurrino), del leggendario "sacrificio di Marco Curzio", all'interno di un'animata scena ricca di pathos; al recto della coppa l'iscrizione Fat in Faensa i labotega D M Piere Bergatio MCCCCC 1529 adi i7 dt zugno. il piatto, sempre di Pietro bergantini con la raffigurazione del Parnaso; la coppa istoriata con l'Adorazione dei pastori di Baldassarre Manara, fedele riproduzione da un'incisione di Raimondi che si ispirava al soggetto del Francia; il piatto con Atteone mutato in cervo, solo per citarne alcuni.
Le grottesche spesso contorneranno le istorie, arricchendosi di festoni con foglie e frutti, anche d'ispirazione robbiana, e nell'esempio della coppa Bergantini, forse la più affascinante opera conservata dal Museo, ai trofei d'armi si aggiungeranno strumenti musicali come Chiarine, Cetre, Viole e Tamburi.
Durante la metà del Cinquecento si affermerà nella maiolica destinata agli Speziali, anche il decoro a "quartieri", con colori brillanti, partiture lineari e curve che, su fondo giallo, verde, arancio, rosso, raccolgono le forme decorative delle grottesche, come delfini, girali fogliati, ali, foglie di acanto stilizzate e guerrieri o personaggi leggendari, tratti dalla letteratura rinascimentale.
Spesso i soggetti si rifaranno agli eroi dei poemi di Matteo Maria Boiardo e Ludovico Ariosto, centrati al di sopra dei vari cartigli medicinali come nel vaso globulare in cui è dipinto il busto di Agramante al di sopra del cartiglio medicinale.
Le forme saranno quelle del repertorio destinato alle farmacie: pilloliere, albarelli, brocche, versatoi, grandi vasi globulari e fiasche.

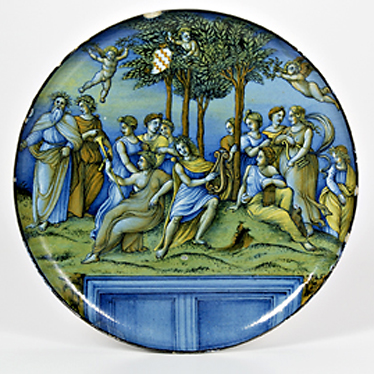
Piatto istoriato con la rappresentazione del Parnaso. Bottega di Pietro Bergantini.
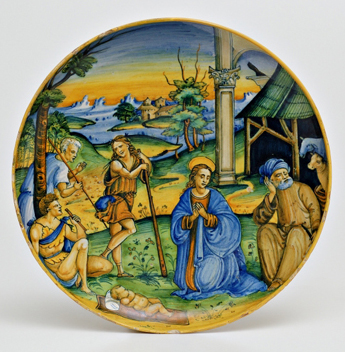
Coppa istoriata con "L'adorazione dei pastori". Faenza, Baldassarre Manara, 1535-1540 circa.
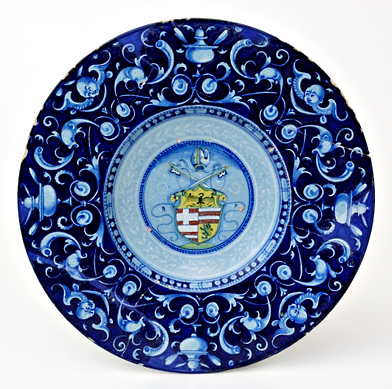
Piatto a grottesche, centrato dallo stemma di Pio Rodolfo da Carpi vescovo di Faenza. Faenza, secondo quarto del XVI secolo.
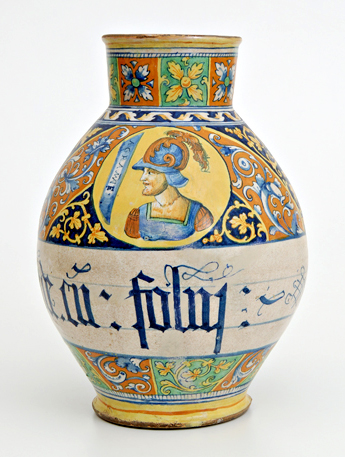
Vaso con decorazione a quartieri, centrato da un medaglione con busto di Agramante al di sopra del registro farmaceutico. Faenza, circa 1550

#### "Bianchi di Faenza"
(Vasari, Vite de' più eccellenti pittori, scultori...,  ed. Giuntina, 1550.)

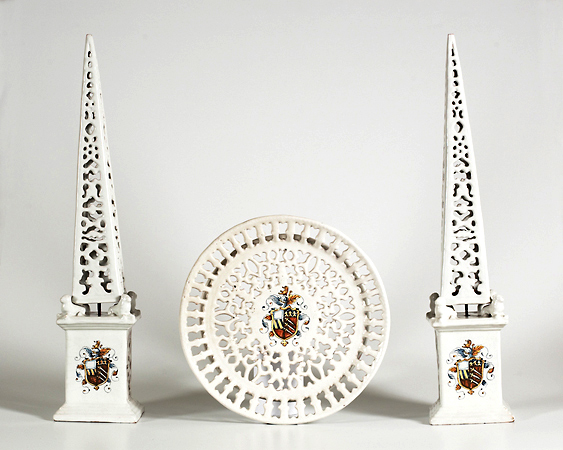
Trionfi da tavola: due obelischi e un piatto traforati con stemmi congiunti delle famiglie Ghisilardi e Spada in stile compendiario. Faenza, 1636 circa. Dalla credenza nuziale realizzata per le nozze tra i Ghisilardi, nobili bolognesi e gli Spada principi di Brisighella

Poco oltre la metà del Cinquecento si registra nella produzione faentina di maioliche un mutamento d'orizzonte stilistico e formale.
Al virtuosismo pittorico, alle vivaci combinazioni cromatiche, ai temi narrativi dell'istoriato, ai virtuosismi delle più elaborate partiture geometriche, in cui i maestri avevano ottenuto grande fama e successo, fa all'improvviso da contrappunto, la necessità di operare una catarsi che individua nell'esaltazione del bianco, la verginale tela su cui scrivere una nuova pagina e proiettarsi così verso rinnovati orizzonti.
Sarà il tempo del bianco, che privilegerà la ricerca formale a quella del colore tanto che la maiolica nei "bianchi di Faenza", dal denso color latteo, si ammanterà di tenuissime e aeree ghirlande a contornare amorini dalle forme berniniane, cavalieri, figure femminili e guerrieri turchi.

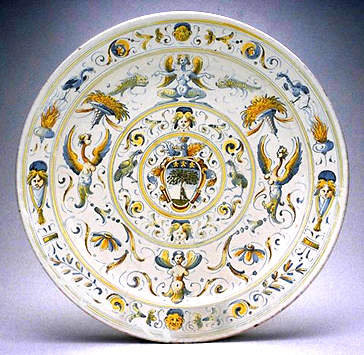
Bacile a "raffaellesche" e stemma della famiglia faentina Liverani. Faenza, XVII secolo

Emergerà una tavolozza che diluirà il colore, blu, giallo o arancio, fino quasi a svelarlo applicandolo sui candidi manufatti dalle forme sinuose e traforate. Per questo sarà chiamata "Tavolozza languida" e, per il leggero tratto pittorico che compendiava il tutto, a questo lungo periodo verrà dato il nome di Stile compendiario.
Il motivo della grottesca transita nelle nuove forme: le saliere saranno sorrette da arpie e delfini, i rinfrescatoi sostenuti da piedi a foggia zoomorfica a cui si aggiungeranno obelischi e calamai, le coppe (crespine) saranno umbonate o traforate, il tutto nel netto superamento dei canoni celebrativi rinascimentali e interpretando con virtuosismo esecutivo il Manierismo e il passaggio al Barocco.
La nuova produzione riscosse un così grande successo che le officine faentine l'adottarono fino alla fine del Seicento quando assumerà una veste quasi seriale. I bianchi di Faenza furono esportati in tutt'Europa incontrando un tale favore che fu coniato il termine faĭence per indicare la maiolica legando così, nei secoli a seguire e fino a oggi, il nome di Faenza a qualunque manufatto in maiolica.
Fautori e massimi esponenti di questo genere di maioliche, furono i ceramisti Virgilio Calamelli con la sua fiorente bottega, Leonardo Bettisi detto Don Pino e i Dalle Palle o Giangrandi, che operarono dalla metà del Cinquecento fino ai primi decenni del Seicento.

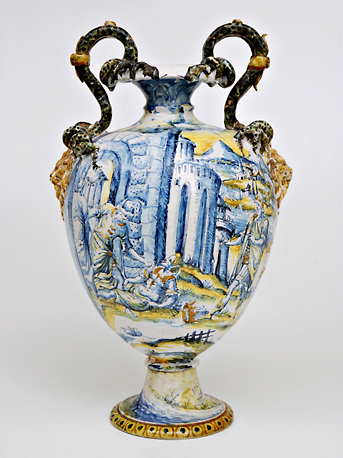
Anfora con una raffigurazione tratta dal Vecchio Testamento: Samuele che trafigge Agag. Faenza, bottega di Leonardo Bettisi, ultimo quarto del XVI secolo
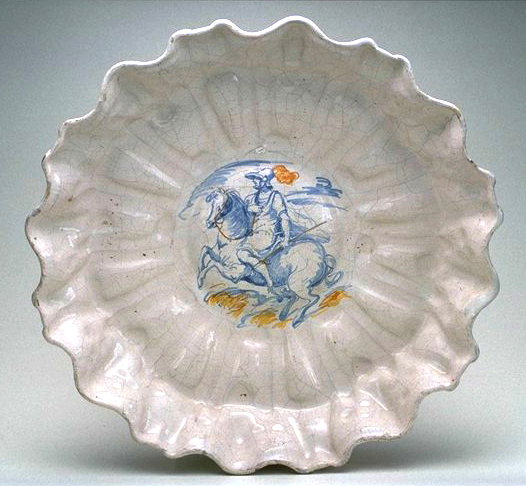
Coppa ("crespina") con figura di cavaliere in stile compendiario. Faenza, bottega di Virgilio Calamelli, penultimo quarto del XVI secolo
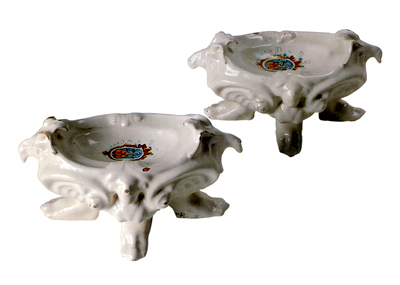
Coppia di saliere con stemma Garzoni in stile compendiario. Faenza, bottega di Virgilio Calamelli, penultimo quarto del XVI secolo
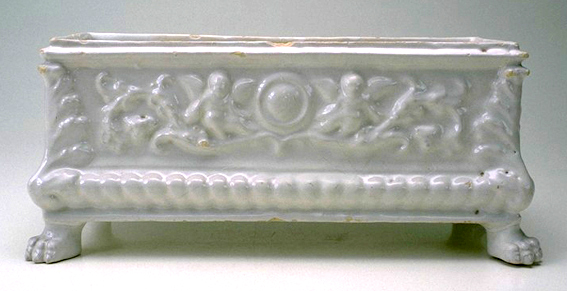
Piccola urna con putti alati e ornati a rilievo. Faenza, seconda metà del XVI secolo.

### Le altre officine italiane dal XIV al XVI secolo
Grazie anche alle pregiate raccolte di Galeazzo Cora e Angiolo Fanfani, donate al Museo, la sezione presenta un vasto repertorio di opere delle altre officine italiane del periodo bassomedievale, rinascimentale e manierista.

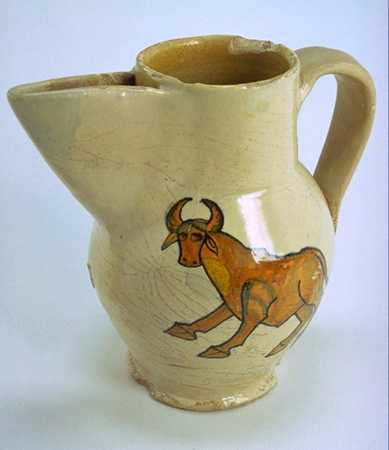
Panata laziale centrata da un toro. Metà del XV secolo

#### La ceramica nel Lazio
Il percorso si snoda per regione iniziando dal Lazio per il quale sono esposte opere di protoceramica medievale risalenti al periodo tardo-romano. È un vasellame semplicemente invetriato chiamato “Forum Ware” a cui fa seguito un gruppo di ceramiche di area viterbese risalenti al XIV-XV secolo, con decori stilizzati, prima in bicromia verde ramina (anche a spessore) e bruno manganese, poi a zaffera a spessore e diluita, diffusi in quel periodo in tutto il centro-nord Italia.
Le fogge sono quelle tipiche della maiolica arcaica con ciotole anche carenate, tazze biansate, piatti, bacili e boccali, comprese le “panate”, dal becco molto pronunciato, per servire la zuppa di pane.
Anche i decori si uniformano a quelli comuni a tutta la penisola: con stilizzazioni geometrico-fitomorfiche, stemmi araldici, busti femminili e maschili (con acconciature, copricapi e vesti del periodo), uccelli fantastici e draghi alati.
Anche per la ceramica prodotta nel nord del Lazio l'uso della zaffera a spessore o diluita, per decorare il vasellame, godrà di notevole fortuna fino a tutto il XV secolo.

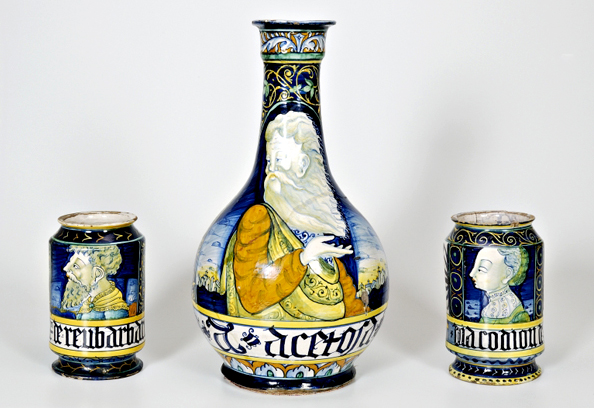
Una fiasca e due albarelli del corredo Orsini Colonna. Castelli, fornace Pompei, prima metà del XVI secolo

#### La ceramica in Abruzzo
(Serafino Razzi, Viaggi in Abruzzo, 1575)

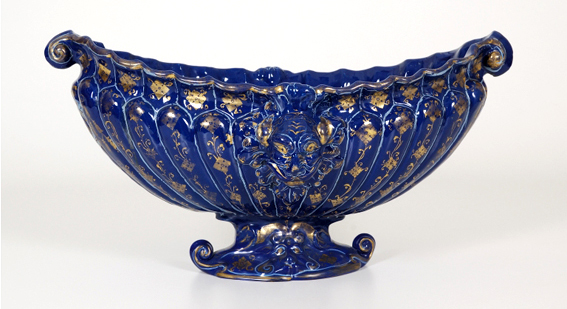
Rinfrescatoio a navicella con mascheroni, ornato da arabeschi e dallo stemma del cardinale Alessandro Farnese. Castelli, terzo quarto del XVI secolo.

L'arte ceramica in Abruzzo è attestata con reperti di uso corrente sin dal quattrocento, ma è nel secondo decennio del Cinquecento che si inizia a produrre maiolica di grande qualità, grazie alla fornace della famiglia Pompei in Castelli, in cui emerge la figura di Orazio con la sua prestigiosa committenza.
È il caso del celebre e monumentale corredo per la farmacia Orsini Colonna con una tipologia dalle fogge originali e fastosamente decorate, dalle cromie vivaci ed eleganti. Unitamente a questa ritroviamo nella ceramica di Castelli, della metà del cinquecento, anche vasellame dalle forme mosse e raffinati decori che interpretano con grande coerenza l'evolversi stilistico dal Rinascimento al Manierismo.
Ne sono eccellenti esempi i manufatti in blu lapislazzulo, di gusto eccentrico e ricercato, dalle fogge baccellate e arricchite nelle plastiche da mascheroni, sfingi alate e zampe di leone, come per il vasellame compendiario. Questa produzione s'ispirerà agli argenti del periodo tardo rinascimentale e nella sezione si può ammirare il rinfrescatoio riprodotto a fianco, un esemplare eccezionale di cui si conosce un gemello nelle collezioni dell'Ermitage, entrambi facenti parte del celeberrimo servizio commissionato dal cardinale Alessandro Farnese (1520-1589).
Un rinfrescatoio da tavola decorato da finissimi arabeschi in oro su fondo lapislazzuli e stemma del cardinale, chiamato “vasca Farnese”, che dimostra come i maestri di Castelli avessero acquisito una notevole capacità tecnica ed esecutiva, raggiungendo la resa immaginale dei vetri classici del periodo alessandrino.

#### La ceramica in Umbria

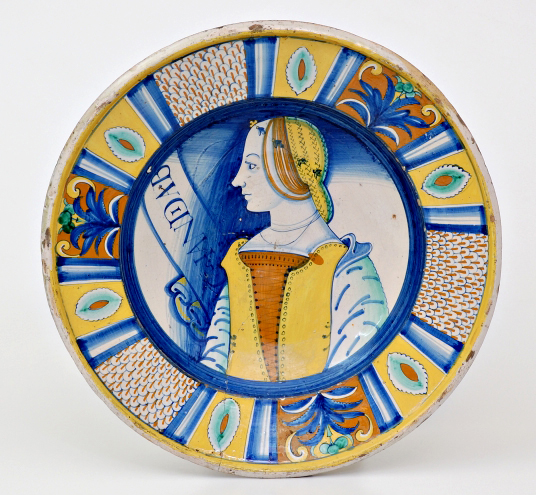
Piatto da pompa con figura di "Bella" e scritta "CHANDIDA.B.". Deruta, prima metà del XVI secolo. L'opera appartiene alla feconda produzione di piatti da pompa che vide, nella prima metà del Cinquecento, la realizzazione in policromia o a lustro metallico.

L'itinerario prosegue con la raccolta delle ceramiche umbre a partire dal periodo arcaico, con un repertorio simile, almeno per la vasta produzione di Orvieto, a quello di area viterbese.

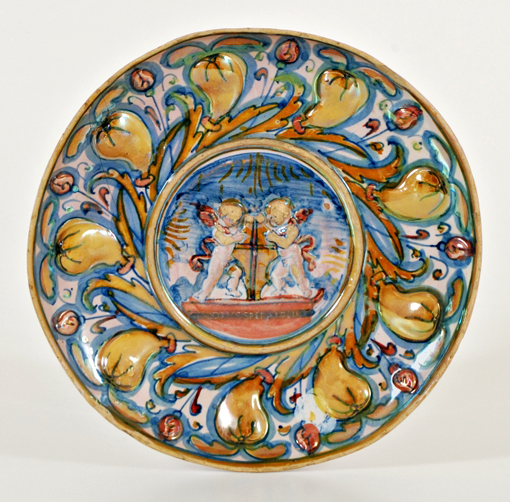
Coppa decorata a lustro con la dicitura OPUS.SPERANDEI. Bottega di Mastro Giorgio Andreoli, Gubbio inizi del XVI secolo

Più tardi verso la fine del Quattrocento anche nelle altre officine umbre, fra cui primeggiano quelle di Deruta e Gubbio, attive sin dalla fine del Duecento, oltre a quella minore di Gualdo Tadino profondamente influenzata dalla vicina Gubbio, si annovereranno i temi cari al periodo tardo gotico riprodotti su vasellami perlopiù destinati ai corredi da farmacia. Ne faranno parte, dipinti con vivace policromia: animali fantastici, festoni, nastri, palmette, cornucopie, delfini, grottesche e stemmi araldici.
Ma è nei primi decenni del Cinquecento che la produzione umbra assurge ai fasti del pieno Rinascimento, anche con maioliche di notevoli dimensioni, conquistando fama e onori nell'ambito delle officine ceramiche del tempo.
Compariranno infatti grandi piatti da pompa e servizi da tavola, “credenze”, dipinti in monocromia blu o in vivace bicromia giallo/blu e resi preziosi dall'aggiunta del lustro metallico con i suoi riflessi rosso rubino, giallo dorato e più raramente argentei. Esso si applicava inoltre alle ceramiche dipinte a temi istoriati, e «anche su grottesche, trofei musicali e d'armi antiche, motivi a candeliere, ecc».
L'officina più famosa fu quella di Mastro Giorgio Andreoli a Gubbio e i suoi lustri a riflesso dorato o argentato e soprattutto (per l'unicità) rosso rubino, rimarranno insuperati. Ne è un pregevole esempio, fra quelli proposti lungo il percorso e qui riprodotti una coppa ricavata da una medaglia dell'orafo-incisore Sperandio de' Savelli mantovano (1425-1495). Attorno, sull'intera superficie è dipinta una corona di perle alternate a bacche, in rilievo. Si presenta come uno dei primi modelli tratti fedelmente e in ingrandimento dalla pregevolissima medaglia di un ottimo orafo incisore.
Un'altra tipologia di derivazione raffaellesca è ben rappresentata in un'altra opera: un piatto dipinto e lustrato a riflesso dorato, con un amorino nel cavetto e a grottesche, su fondo turchino, nella larga tesa. Le delicate grottesche includono teste di uccelli fantastici, una sirena, mascheroni, coppelle, e in alto la scritta SPQR a ricordare i fasti dell'antica Roma.
Molti i ceramisti eugubini che si cimentarono con grande perizia nella tecnica del lustro metallico, tra questi i Traversi, i Floris e Giacomo di Paoluccio. Inoltre alle officine di Gubbio e alla loro maestria faranno riferimento anche i grandi maestri urbinati, come Giulio da Urbino, Xanto Avelli e altri, per impreziosire con l'aggiunta dei riflessi metallici le loro opere istoriate ottenendo un risultato di tale bellezza che le farà annoverare fra i capolavori dell'arte ceramica di tutti i tempi.
Altrettanta fortuna ebbero i grandi piatti da pompa e i vasi, spesso biansati, decorati anche con l'aggiunta di lustro metallico, prediligendo il dorato, prodotti nelle officine derutesi fino a tutta la prima metà del Cinquecento.
Nell'esempio riprodotto a lato, dipinto in bicromia gialla e blu, il lustro dorato conferisce alla rappresentazione di Giuda Maccabeo, scelto tra le figure più rappresentative delle tre ere della storia della salvezza individuate da Agostino, una rara eleganza. Vestito con una preziosa armatura monta un cavallo bardato, dai raffinati finimenti, lanciato nell'impresa.
Nel cartiglio la scritta "ISO.LORE.IVDA.MACHABEO.CRUDELE". L'immagine deriva probabilmente da una serie di incisioni di ambito tedesco con raffigurazioni di personaggi illustri; uno degli attributi di Giuda Maccabeo è costituito da tre uccelli rapaci, che nel piatto compaiono sullo scudo.
Nelle opere con policromia priva di lustro, la decorazione appare ugualmente vivace ed elegante allo stesso tempo, con ricche baccellature dipinte in rosso e blu, animali fantastici, girali fogliati d'ispirazione raffaellesca, decori fitomorfici e particolarmente su albarelli e boccali, ritroviamo la rappresentazione della figura umana espressa nelle tipologie di paggi e dame iconograficamente simili a quelle dipinte sulle ceramiche faentine dello stesso periodo.
Al contrario sul retro dei piatti derutesi compariranno nuove forme decorative come quella detta “petal back” con petali dipinti in sequenza e disposti a raggiera,
Per quanto attiene alla produzione istoriata a cui Deruta non appare particolarmente vocata, un posto d'eccezione è occupato verso la metà del Cinquecento da Giacomo Mancini detto “El Frate”, con i suoi grandi piatti “da pompa” più volte impreziositi da “lustro” metallico.
Nella sua produzione le istorie campeggiano a tutto campo per raccontare episodi tratti dai poemi epici e cavallereschi, scene tratte dalle Metamorfosi di Ovidio e tematiche affrontate dai grandi artisti rinascimentali, con particolare attenzione all'opera di Raffaello.
Emblematico è il frammento di un bacile da acquereccia riprodotto a lato. Istoriato con la scena di combattimento fra Bradamante e Marfisa (Orlando furioso, canto 36º) tratta dall'edizione del 1542 di Gabriele Giolito de' Ferrari a Venezia e firmato sul reto "J Druta El frate pensittj".

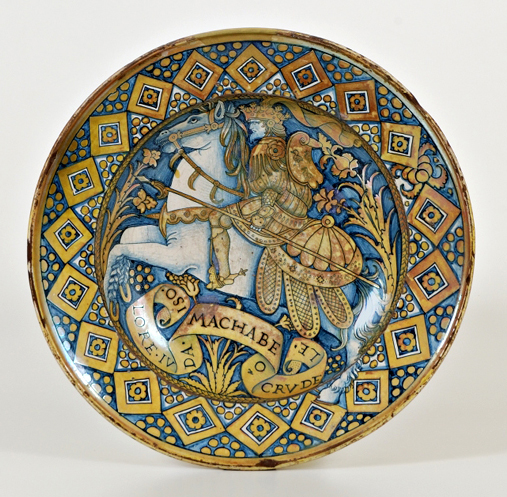
Piatto da pompa con raffigurazione del re Giuda Maccabeo a cavallo. Deruta, prima metà del XVI secolo.
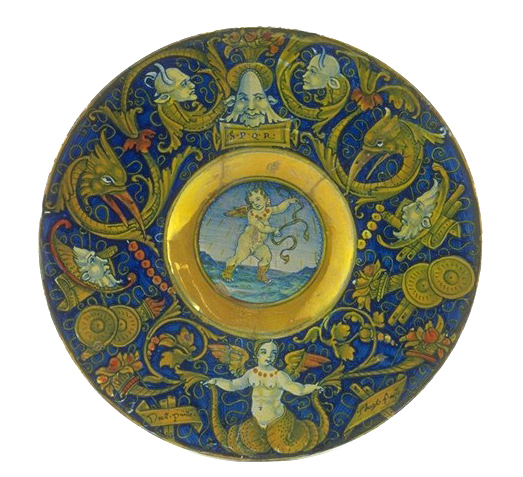
Piatto dipinto e lustrato a riflesso dorato, con un amorino nel cavetto e a grottesche, su fondo turchino, nella larga tesa. Mastro Giorgio Andreoli. Gubbio, 1525 c.
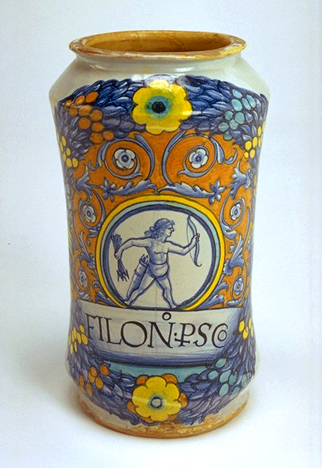
Albarello derutese centrato da un amorino con arco, faretra e frecce contornato da una fastosa ghirlanda. Nel registro inferiore il cartiglio farmaceutico con scritta "FILONO.PSCO" (Filonio Persico). Al retro la data 1505.
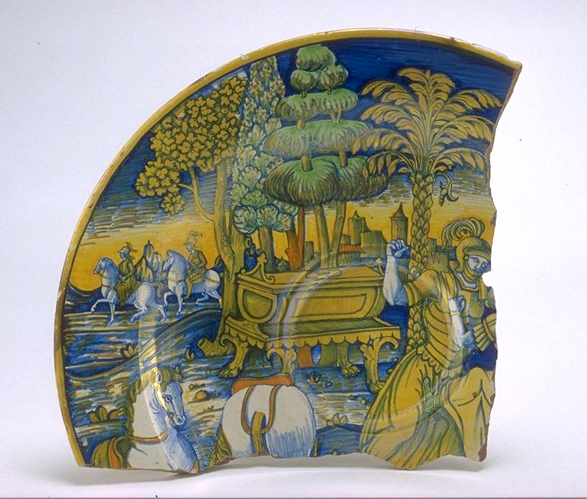
Frammento di bacile istoriato da acquereccia. Deruta, Giacomo Mancini detto El Frate, datato 1545.

#### La ceramica nelle Marche

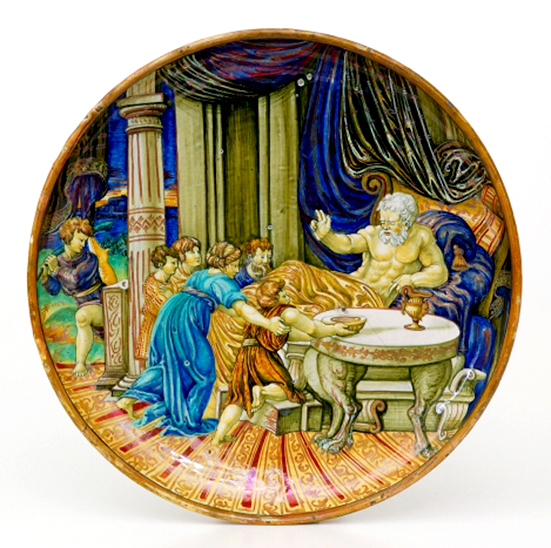
Piatto istoriato con la scena di Isacco che benedice Giacobbe, Francesco Xanto Avelli e lustrata a Gubbio da Mastro Giorgio Andreoli, datato sul recto 1529.

Agli inizi del Cinquecento l'orizzonte delle officine ceramiche marchigiane risulta profondamente influenzato dalla koiné culturale umanistica propria all'alta borghesia e alla grande nobiltà del tempo.
I maestri ceramisti, più che sensibili a quelle istanze, si cimenteranno con grande successo in «un filone figurativo sempre più gradito e richiesto dalla stimolante pressione di una committenza colta e ansiosa di manifestare un'erudita frequentazione di testi letterari molto in voga: il Sogno di Polifilo, le Metamorfosi di Ovidio, le Deche di Tito Livio, le Figure della Bibbia».
Ritroveremo così nelle opere ceramiche i temi narrativi dell'istoriato ispirati alle opere dei maestri rinascimentali e in particolare a Raffaello e a tutta la produzione incisoria di Marcantonio Raimondi, riferitasi in quel periodo alle opere dell'urbinate.
Ne è pregevole testimonianza il vasto corpus di opere presenti nelle raccolte del museo in cui è ampiamente descritto il passaggio dal primo al secondo e più compiuto periodo istoriato, proprio a tutta l'area marchigiano metaurense con le officine di Pesaro e Casteldurante (poi Urbania).
Nella sezione si possono ammirare veri e propri capolavori iniziando dall'arte ceramica urbinate rappresentata superbamente dalle opere dei grandi ceramisti: Nicola da Urbino (Niccolò Pellipario) e Francesco Xanto Avelli da Rovigo attivo a Urbino intorno al 1530, di Guido Durantino e di suo figlio Orazio, della celebre bottega dei ceramisti Fontana, e nell'ultimo quarto del cinquecento fino al 1630 circa della fiorente officina di Alfonso e Antonio Patanazzi.
Nicola da Urbino risulta particolarmente sensibile all'opera di Raffaello, come nell'esempio della targa con "La salita al Calvario" dipinta nella sua bottega. L'opera s'ispira alla stampa intitolata "La caduta sotto la croce" di Marcantonio Raimondi, che aveva conosciuto il capolavoro di Raffaello (oggi al Museo del Prado) probabilmente attraverso una copia di Agostino Veneziano.
L'animata scena, delimitata con una quinta architettonica da cui si apre un delicato paesaggio fluviale, è detta "Lo spasimo" come si deduce dall'improvviso deliquio che coglie la Vergine Maria, sorretta dalle pie donne, durante il Calvario di Gesù e su cui è incentrata l'intera raffigurazione.
Tra i motivi decorativi primeggeranno per tutto il Cinquecento fino ai primi decenni del Seicento le grottesche che si trasformeranno, grazie alle pitture affrescate nelle Logge Vaticane da Raffaello, in "raffaellesche" per contornare le partiture istoriate di brocche, coppe, crespine, piatti da pompa, vasi e grandi rinfrescatoi, spesso arricchiti da plastiche con animali fantastici e cariatidi di tutte le fogge.
Inoltre in omaggio al duca Francesco Maria I Della Rovere mecenate di artisti, letterati e delle officine ceramiche del suo territorio (a cui Francesco Xanto Avelli dedicherà un poemetto letterario), avrà una certa diffusione la decorazione a "cerquate", quale stilizzazione della foglia di quercia in riferimento al nome della potente famiglia urbinate.
Numerose furono le commissioni, delle più importanti famiglie nobili del XVI secolo ai ceramisti di Urbino e di grande eco, al tempo suo, fu la "credenza" commissionata per celebrare il matrimonio tra Federico II Gonzaga duca di Mantova e Margherita Paleologa, marchesa di Monferrato; il servizio trova il suo limite cronologico fra il 1531, data delle nozze, e il 1540, anno della morte di Federico II e il piatto qui rappresentato costituisce una degli istoriati più pregevoli all'interno del percorso museale.
Altrettanto nota fu anche la pomposa "credenza" composta di centinaia di pezzi di tutte le fogge realizzata da Antonio Patanazzi per il terzo matrimonio di Alfonso II d'Este con Margherita Gonzaga, dove su ogni singola opera si trova dipinta, all'interno delle "istorie" o tra le raffaellesche, l'impresa ardet æternum, a significare l'amore eterno tra Alfonso e la giovane nipote Margherita.
Della "credenza" commissionata dal Duca di Mantova il museo possiede un piatto dipinto da Nicola da Urbino con lo stemma Gonzaga-Paleologo sul quale è posta una corona ducale sorretta da un amorino; il manufatto è istoriato con la raffigurazione del carro di Marte; il Dio seduto sul carro viene trainato fra le nubi da due Dee, mentre una terza si appresta a cingergli il capo con una corona d'alloro; al centro della raffigurazione vi è Cupido colto nell'atto dello scoccare una freccia.
A Casteldurante (poi Urbania), la ceramica si produceva sin dagl'inizi del XV secolo ma è con il pieno Rinascimento e grazie al mecenatismo colto dei duchi di Urbino, Francesco Maria I e Guidobaldo II della Rovere, che le sue officine ceramiche produrranno opere di altissimo rilievo, sulla scia del fermento artistico che coinvolgeva tutta l'area metaurense "nutrita dal raffaellismo, dai grandi modelli della pittura e dalla cultura degli umanisti di corte". Ne sono testimonianza le ceramiche dipinte, a temi istoriati e splendide grottesche, da Simone Colonnello, Zoan Maria Vasaro, il "Pittore di Casteldurante, Sebastiano Marforio, i Picchi e tanti altri.
Fra le opere esposte un esempio è il vaso con decoro a grottesche riprodotto a fianco appartenente al periodo maturo dell'attività della fiorente bottega di Simone da Colonnello, alla cui maestria dovette ispirarsi la produzione durantina del periodo.
In questa pregevole opera è sintetizzata tutta l'esperienza decorativa della grottesca rinascimentale, con tutte le sue suggestioni fantastiche e, nel trapasso verso forme decorative manieriste più dilatate nella campitura del disegno, dalle calde cromie, e dai morbidi e sfumati chiaro scuri su fondo azzurro, gli artisti di Casteldurante ottengono un risultato di sapiente equilibrio formale e stilistico.
Le figure delle grottesche perderanno via via la propria intensità iconografica, a cui era sottesa ogni valenza allegorica di riferimento, e nonostante entrino definitivamente a far parte di uno stilema decorativo quasi seriale, conservano fino a tutto il Cinquecento un grande fascino decorativo.
A Pesaro si produceva maiolica sin dalla prima metà del Quattrocento in aderenza allo stile arcaico. Successivamente combinando le influenze gotiche con quelle provenienti dalla cultura moresca si realizzeranno maioliche di ottima qualità appartenenti alle famiglie ad occhio di penna di pavone, foglia accartocciata e alla porcellana oltre ai vari temi tipici del primo Rinascimento.
Fra gli esempi lungo il percorso espositivo esemplificativo è un albarello da farmacia ornato dal motivo tardo gotico della "foglia accartocciata" e dipinta sul fronte una figura di uomo con stampelle, forse uno storpio o reduce dalle battaglie, che sormonta la dicitura farmaceutica "ELTM.HAMEC" (Electuarium Hamec).
Nella prima metà del Cinquecento unitamente ai decori a quartieri, alle belle donne, alla raffigurazione di singoli personaggi maschili e femminili, ai fastosi trofei d'armi e musicali dai caldi color ocra, ai festoni e alle rare maioliche a lustro, fiorirà nelle officine pesaresi uno stile istoriato di notevole qualità pittorica grazie all'opera di maestri ancora non individuati e che prendono il nome da gruppi di ceramiche stilisticamente diverse tra loro: il Pittore del pianeta Venere, il Pittore di Argo, il Pittore di Zenobia.
Fra i maestri conosciuti emergono quelli di Sforza di Marcantonio e Girolamo Lanfranco delle Gabicce unitamente alla vasta produzione della sua bottega.

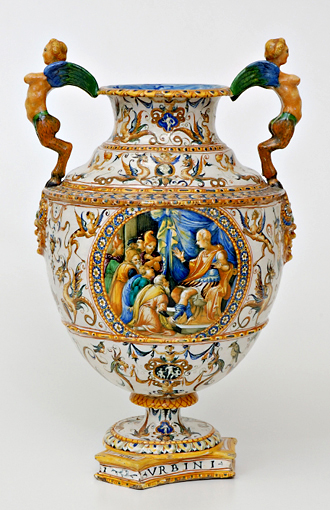
Grande anfora decorata "a raffaellesche" e da medaglione con la sottomissione dei Galli a Cesare. Già corredo della spezieria di Roccavaldina. Alla base "ANTONI PATAZI VRBINI 1580". Antonio Patanazzi, Urbino.
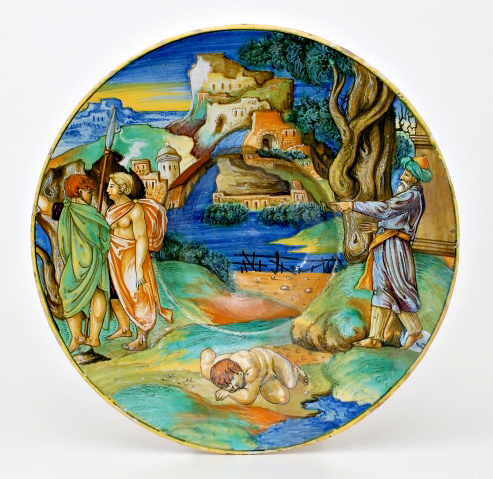
Piatto con raffigurazione del mito di Giasone e Medea. L'opera porta sul rovescio la firma di Francesco Xanto Avelli da Rovigo. Urbino, 1531-1532 c.
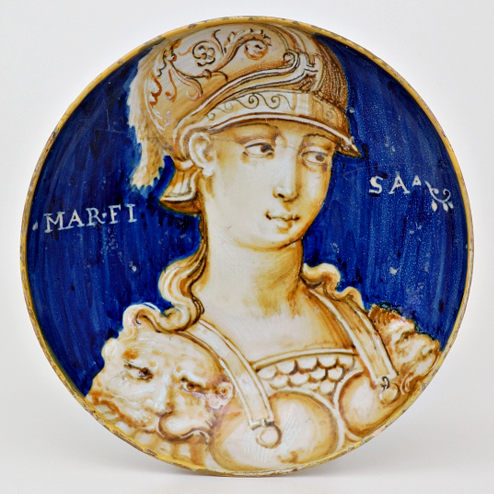
Piatto dipinto in bicromia blu e ocra con busto femminile decorato con armatura ed elmo piumato. Sul fondo blu la scritta Marfisa. Tipologia delle "Belle Donne". Casteldurante, prima metà del XVI secolo.
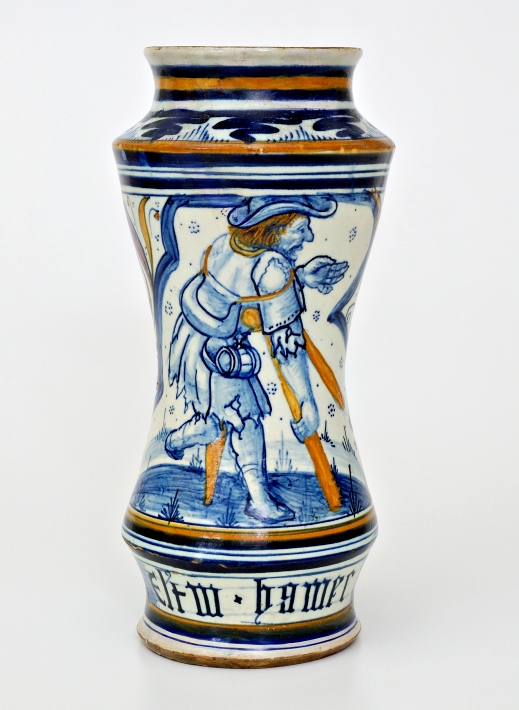
Albarello da farmacia ornato da motivo "alla foglia accartocciata" e sul fronte figura di uomo con stampelle. Pesaro, fine del XV secolo.
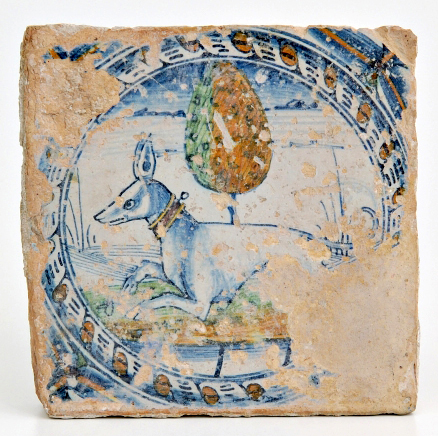
Mattonella con cane accosciato inserito in una ghirlanda circolare. Periodo di Cesare Borgia (1499 – 1503), Chiesa di Santa Maria del Riposo, detta dei Piattelletti, a Fano. Pesaro, fine del XV secolo.
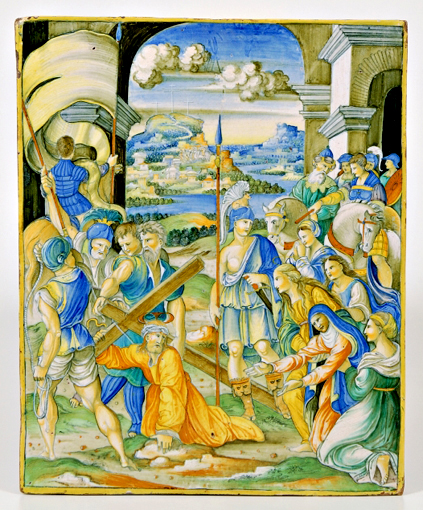
Lo spasimo, Niccolò Pellipario detto Nicola da Urbino (cerchia di), Urbino, 1525 c.
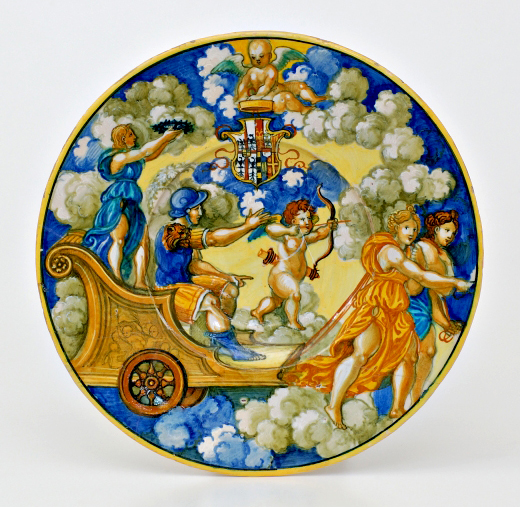
Piatto dipinto con "Il carro di Marte". In alto stemma Gonzaga-Paleologo. Nicola da Urbino, Urbino, 1531-1533.
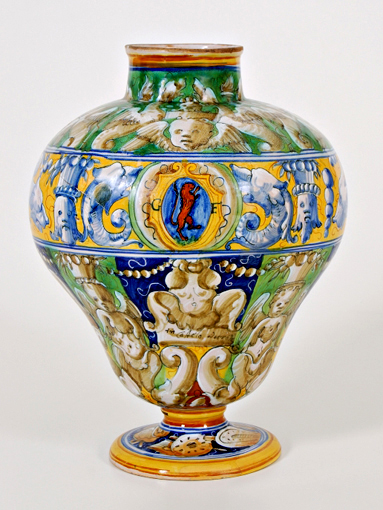
Vaso dipinto a diversi ordini di grottesche. In quello centrale è raffigurato un medaglione con leone rampante. Casteldurante, bottega di Simone da Colonnello, 25 giugno 1562.

#### La ceramica in Emilia-Romagna

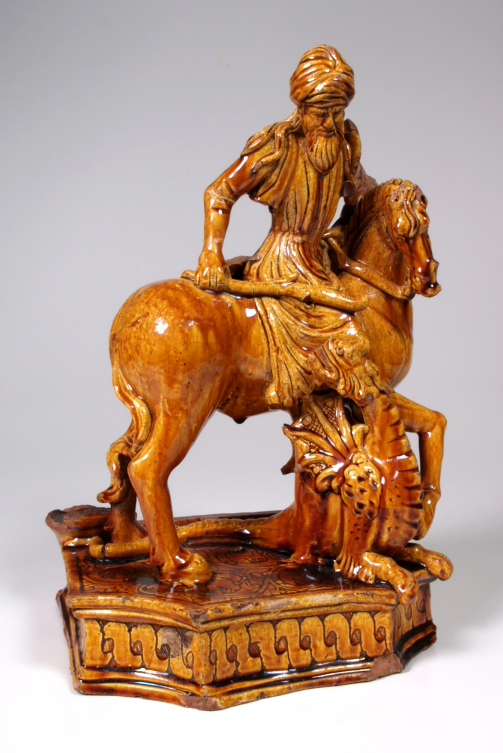
Calamaio. Gruppo plastico raffigurante San Giorgio, con abiti turchi, che uccide il drago. Ferrara XVI secolo

In Romagna, oltre a Faenza, si produceva maiolica sin dall'epoca etrusca nella vicina Forlì e sin dal Basso Medioevo a Rimini, città favorite dalla presenza nel loro territorio di un'ottima argilla a uso ceramico, con tematiche volte prevalentemente a celebrare le rispettive signorie: gli Ordelaffi, Girolamo Riario e Caterina Sforza a Forlì; i Malatesta a Rimini, ritrovandone così, sulle diverse fogge dei prodotti, gli stemmi e le loro imprese araldiche. Anche la ceramica forlivese e riminese sarà pervasa dagli stilemi caratteristici propri alla produzione ceramica italiana fra Quattro e Cinquecento: foglia gotica e accartocciata, palmetta persiana e occhio di penna di pavone, profili virili e di donna (le "belle donne"), grottesche, trofei e piatti decorati a lustro metallico con i motivi decorativi tipici del primo Rinascimento.
Per l'istoriato, Rimini invece vanta una produzione attestata sin dagli inizi del Cinquecento, in cui eccelle la figura di Giulio da Urbino che realizza, verso il 1535 nella bottega di maestro Alessandro in Rimini, una serie di opere di grande qualità, datandole e firmandole "in Ariminio" (in Rimini). Le sue opere appartengono al periodo della sua maturità quando soggiornò in Rimini e rivelano una sapiente elaborazione grafico-pittorica di temi perlopiù profani, cari alla cultura urbinate in cui si era formato.
A Ferrara si produceva sin dal Basso Medioevo terracotta invetriata, ingobbiata e graffita con decorazioni simili a quelle delle altre aree della pianura padana: motivi vegetali, fitomorfici, geometrici, animali fantastici, temi araldici e religiosi. Ma fu grazie al raffinato mecenatismo dei duchi d'Este (Ercole I, Alfonso I, Ercole II, Alfonso II) che s'incrementò notevolmente la produzione ceramica tanto che, unitamente alla presenza dei grandi artisti del Rinascimento e del Manierismo, giunsero a Ferrara maestri maiolicari provenienti da Urbino e Faenza.
La lavorazione della maiolica estense sarà principalmente graffita, con soggetti figurati maschili e femminili, e influenzata iconograficamente dai poderosi cicli pittorici estensi. A questa si aggiunsero le plastiche (calamai) a tutto tondo con il soggetto preponderante di San Giorgio che uccide il drago unitamente a quello largamente diffuso delle figure femminili allegoriche.

#### La ceramica in Toscana

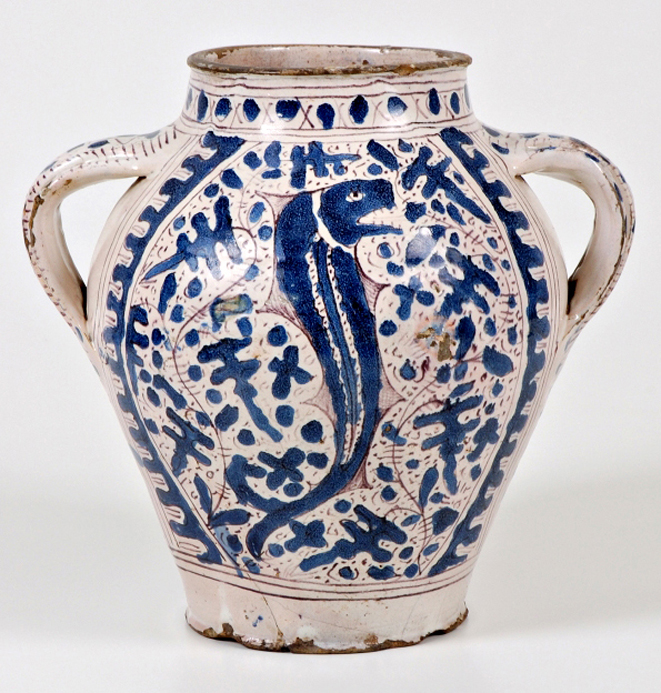
Vaso biansato dipinto a zaffera diluita e bruno violaceo su fondo bianco a riflesso leggermente rosato, con il motivo della foglia di quercia stilizzata che avvolge un pesce, Giunta di Tugio, Firenze, 1430 c.

Le officine ceramiche toscane si distinguono per una precoce produzione attestata, almeno in area pisana, sin dall'ultimo quarto del XII secolo. Prevalentemente si tratta da un vasellame arcaico ingobbiato di ottima qualità esecutiva che con lo sciamare dei maestri "fornaxari" toscani in molte aree della penisola, avrà una funzione propulsiva per tutta la storia della ceramica tardo medievale italiana.
Le prime produzioni di maiolica inizieranno intorno alla metà del Duecento nel territorio pisano, dove già campeggiavano nelle facciate delle chiese i bacini ceramici a lustro importati tra la fine del x secolo e la prima metà dell'XI dalla Spagna, dal Marocco, dalla Tunisia, dalla Sicilia e dall Egitto, Pochi decenni dopo si apriranno fornaci in Montelupo Fiorentino e in area senese con una produzione ceramica che si dividerà fra ingobbio e maiolica fino alla fine del Trecento e con i temi decorativi tipici dello stile arcaico.
Successivamente sia nell'area fiorentina, in cui primeggeranno le fornaci di Bacchereto vicino Carmignano, sia nel comprensorio del Valdarno con le numerose botteghe di Montelupo, Pontorme, Empoli e nel territorio senese, si realizzeranno sin dagli inizi del Quattrocento maioliche di alta qualità sulla scia dei grandi fermenti artistici e letterari propri all'umanesimo toscano. Nella sezione dedicata sono infatti presentate opere eseguite a "zaffera" a rilievo, mutuate per alcuni dagli esempi vetrari bizantini e per altri dai motivi dei ricchi tessuti del XV secolo presenti sia nell'abbigliamento sia nell'arredo civile e religioso, e poi rappresentati nelle opere pittoriche dei grandi maestri toscani del periodo

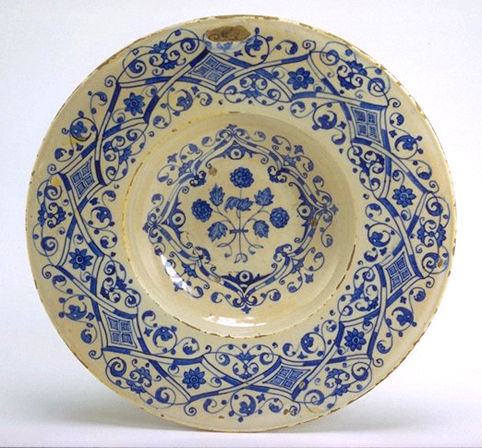
Piatto con decoro alla porcellana. Cafaggiolo, prima metà del XVI secolo.

Ai ceramisti dell'area fiorentina, in cui eccelle l'affermata bottega dei Giunti in Bacchereto e che ebbe in Giunta di Tugio, trasferitosi a Firenze, il massimo esponente, si devono le raffinate produzioni realizzate con la tecnica della zaffera a spessore, detta anche a goccioloni o nella variante diluita, commissionate dalle spezierie fiorentine e toscane, presenti copiosamente nelle collezioni del Museo grazie ai lasciti Cora-Fanfani. Fra le commissioni celebri vi fu quella a Giunta di Tugio per "la fornitura di molte centinaia di pezzi, che, secondo i documenti, si può far risalire al 1431, contrassegnati dall'emblema della gruccia, per la “spezieria” dell'Ospedale di Santa Maria Nuova", di cui il museo conserva alcuni pregevoli esempi.
Il tema prediletto per il decoro a zaffera sarà quello della foglia di quercia stilizzata dipinta su ampie partiture per contornare perlopiù singole figure zoomorfe, fitomorfiche, animali fantastici, o stemmi ed emblemi volti a distinguere, in quest'ultimo caso, le spezierie committenti. Le forme sono principalmente quelle destinate all'uso farmaceutico, come orci spesso biansati e brocche.
Un discorso a parte meritano le celeberrime “terrecotte invetriate”, di Luca della Robbia, le “Robbiane” per antonomasia, prodotte fino alla metà del Cinquecento dai suoi ottimi discendenti e seguaci.

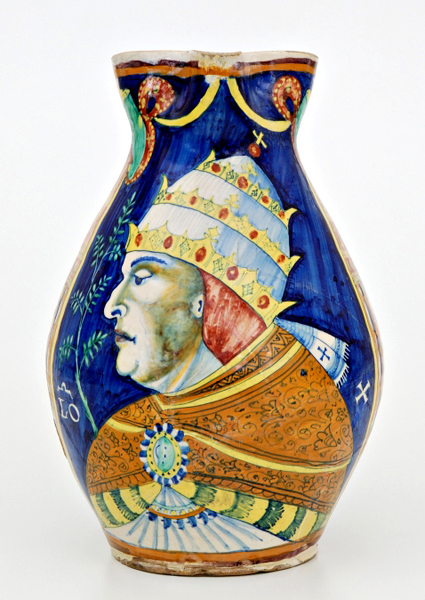
grande boccale con il ritratto di papa Leone X, Jacopo di Stefano, Cafaggiolo 1515 c.

Luca, allievo di Nanni di Banco, è ritenuto fra gli antesignani del Rinascimento, assieme a Donatello, Masaccio, Brunelleschi e Ghiberti tanto che Leon Battista Alberti lo citerà nel suo “De Pictura” del 1436.
Uomo di notevole cultura e sperimentatore sagace di nuove tecniche, sulla scia del fervore artistico e letterario caratterizzante i primi decenni del Quattrocento fiorentino, intorno al 1435 c. lasciò la scultura su marmo per dedicarsi completamente a sperimentare le tecniche per produrre opere scultoree in terracotta invetriata.
Non solo vi riuscì ma ebbe un tale successo che gli furono commissionate sculture per chiese, palazzi, edicole stradali, in Firenze e in altre città della Toscana. A lui successe il nipote Andrea, che con spirito imprenditoriale seguì le orme dello zio, diffondendo ancor più le “robbiane”.
Dopo di lui continuarono la produzione cinque dei suoi dodici figli fra cui emerge, a cavallo fra quattro e cinquecento, la figura di Giovanni della Robbia unitamente a quella dei fratelli Santi e Benedetto Buglioni che avevano aperto un'officina in concorrenza con i Della Robbia, con i quali, dopo oltre un secolo, si concluse la stagione che aveva fatto assurgere la "terracotta policroma invetriata" ai vertici della grande arte maggiore della scultura.
In realtà molte anonime officine continuarono per tutto il Cinquecento, in veste quasi seriale, a produrre opere alla “robbiana” ma ormai, come scrisse il Vasari, con la metà del Cinquecento “restò l'arte priva del vero modo di lavorare degli invetriati”
Lasciando la parentesi "robbiana" per tornare alla maiolica, la sezione procede cronologicamente con un ricco repertorio di opere dai classici decori appartenenti alle famiglie decorative della seconda metà del Quattrocento: "italo moresca" con il decoro detto "Santa Fina", "foglia di prezzemolo", "foglia gotica accartocciata", "occhio di penna di pavone", "palmetta persiana" e "alla porcellana" realizzate nelle officine ceramiche di Cafaggiolo, Montelupo e Siena.

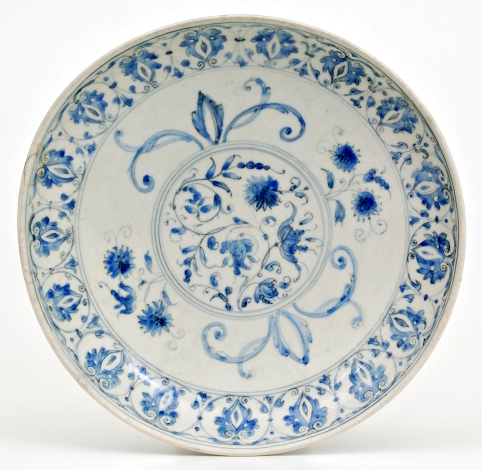
Piatto in "porcellana dei Medici" decorato in blu su fondo bianco, Firenze, 1580 c.

Altri temi caratteristici introdurranno all'interno dei decori, grandi cartigli con scene tratte dalle opere del Petrarca, figure femminili e di paggi, rappresentazioni allegoriche.
Nella prima metà del Cinquecento anche in Toscana e particolarmente nell'officina di Cafaggiolo, voluta da Lorenzo di Pierfrancesco de Medici alla fine del Quattrocento all'interno del complesso della sua villa assoldando mestranze di Montelupo, si assiste a una produzione istoriata di alta qualità stilistica e formale, con tematiche comuni alle officine Urbinati e marchigiano metaurensi, oltre a una rara produzione di "lustri" attestata da pochi reperti conosciuti e probabilmente eseguiti a opera di maestranze derutesi o eugubine fatte giungere a Cafaggiolo.
Della eccellente produzione istoriata il museo conserva alcuni esemplari fra cui uno eccezionale: un grande boccale con effigiato Papa Leone X e siglato con una Sp, la magistrale bottega di Jacopo di Stefano in Cafaggiolo.
L'opera fu realizzata probabilmente durante il breve soggiorno del Pontefice nella Villa medicea di Cafaggiolo per ritemprarsi dopo i fasti della sua prima visita a Firenze del 1515. Il volto del Papa, dal forte tratto caratteriale, è ingentilito dai raffinati paramenti dipinti con miniata dovizia di particolari: il Triregno, l'operata veste rosata, e il prezioso fermaglio, derivato dai modelli dell'alta oreficeria del tempo. Infine il busto di papa Leone X è dipinto su un fondo color lapislazzuli. Il retro del boccale è decorato con il motivo "alla porcellana" largamente diffuso sui vasellami toscani e faentini nel primo quarto del Cinquecento.
Nell'ultimo quarto del Cinquecento, dopo aver raggiunto, grazie a Jacopo di Stefano, livelli artistici paragonabili a quelli dei grandi ceramisti urbinati, la fabbrica di Cafaggiolo andrà declinando verso una produzione seriale per concludere la sua attività intorno ai primi decenni del Seicento.
Dovremo attendere tuttavia soltanto pochi decenni per vedere nuovamente un Medici protagonista indiscusso sulla scena dell'arte ceramica. Furono infatti le ambizioni del granduca Francesco I Medici, nutrite dal fascino per le porcellane cinesi importate dall'oriente durante la dinastia Ming a produrre il grande evento. Mecenate e cultore egli stesso di lettere, scienze e arti, in lui, contrariamente al ramo Medici di Cafaggiolo e al padre Cosimo I, la maiolica non aveva mai suscitato particolare interesse. Amava gli studi propri alle ardite investigazioni degli umanisti fiorentini e all'arte metallica in particolare. Sperimentatore egli stesso di alchimia e sensibile alle opere dei maggiori alchimisti del tempo, volle a ogni costo che fosse risolto il problema degli impasti per produrre porcellane, e nel Casino di San Marco in Firenze, sotto la direzione del Buontalenti, mise all'opera gli "arcanisti", partecipando egli stesso alle sperimentazioni.
I tentativi ebbero successo e intorno al 1575 vedranno la luce le prime opere di porcellana a pasta vitrea (una via di mezzo tra la porcellana a pasta tenera e quella dura) mai realizzate in occidente, la cosiddetta "Porcellana dei Medici", dipinta rigorosamente in blu su fondo bianco, e con temi decorativi ripresi da quelli cinesi. Di quella produzione, durata per una ventina di anni, sono conosciute soltanto una cinquantina di opere, vere "perle" esposte nei più importanti musei del mondo, e anche il museo di Faenza può vantare nelle sue collezioni un esemplare.
A Montelupo per tutto il XVI secolo continuano le forniture di maiolica alle ricche Officine farmaceutiche degli ospedali toscani e alle più importanti famiglie nobili, con decori legati al primo Rinascimento, oltre a una vivace produzione per uso domestico.
È il caso delle famiglie decorative "palmetta persiana", "girali fogliati" e "a raffaellesche" a cui si aggiungerà una rara produzione istoriata, grazie al transito nel valdarno di maestri ceramici faentini, durantini e urbinati. Fra i nuovi temi decorativi comuni all'area faentina, di Urbania e Pesaro elaborati alla fine del cinquecento compare, anche a Montelupo, quello della "foglia azzurra bipartita" che adornerà i vasellami montelupini fino alla fine del seicento.
Il periodo aureo della produzione di Montelupo può circoscriversi agli anni dal 1470 c. al 1530 c. quando nella maiolica si riscontreranno intensi accostamenti cromatici e un sapiente tratto grafico-compositivo. In questo periodo, fra le riconosciute botteghe degne di menzione, emerge quella dei Marmi, una famiglia di ottimi maestri maiolicari che lavorarono anche per i Medici. Le opere di questa eccellente fornace raggiungono un'alta qualità stilistica e formale e in alcuni casi sembrano ispirarsi ai coevi modelli in porcellana medicea sfornati dall'officina del Casino di San Marco, avvicinandosi al loro ineguagliabile fascino.
Nell'area pisana dove sin dalla fine del XII secolo si produceva ceramica ingobbiata, e successivamente maiolica, sono attestate molte fornaci fino alla fine del Trecento, con la produzione di vasellame semplice anche graffito per uso domestico e farmaceutico. Dopo la conquista di Firenze la produzione ceramica subì un'implosione per riaffiorare solo nell'ultimo quarto del cinquecento grazie alla fornace di Niccolò Sisti dove si realizzeranno maioliche di alta qualità, con esiti molto simili se non superiori a quelli della bottega dei Patanazzi di Urbino.
E come per i Patanazzi predominerà nei decori il tema della raffaellesca su fogge simili a quelle urbinati. Perfettamente esplicativo della somiglianza con le officine urbinati è il vaso qui riprodotto, da confrontarsi con quello sopra dei Patanazzi. La fabbrica pisana di cui ancora non si ha probante documentazione d'archivio, cesserà la sua produzione con i primi anni del Seicento.
L'area senese si distingue per una precoce produzione di ceramiche che se la unisce cronologicamente a quella fiorentina e pisana, la distingue per una ricca fantasia decorativa non riscontrabile nella predominanza geometrica dei decori pisani, e nemmeno nel più semplice immaginario figurativo fiorentino.
A Siena e Montalcino si produceva ceramica sin dalla metà del XIII secolo, ma anche in altri centri minori risultano testimonianze di una produzione ceramica smaltata: Asciano, Montepulciano, Buonconvento, Roccastrada e San Gimignano.
Dopo una prima fase di ceramica arcaica seguì l'adozione dell'ingobbio del bistugio che consentiva una smaltatura sempre più bianca, e questo sarà il tratto distintivo di tutta la maiolica senese del XV secolo. Il notevole uso della tecnica dell'ingobbio fu certamente favorito dalle ampie falde ad argilla caolinica presenti abbondantemente in tutto il territorio senese.
Appartengono alla ceramica del Quattrocento senese maioliche dalle calde cromie e con forti contrasti. Dalle decorazioni fantastiche unite a geometrie di grande carattere si giunge verso la fine del XV secolo alle molteplici varianti della “grottesca” e al decoro “alla porcellana” con i quali tutta l'area senese giungerà fino alla fine del Cinquecento.
Ma con gli inizi del Seicento la sua produzione subirà un declino inarrestabile che si protrarrà fino ai primi decenni del XVIII secolo quando grazie a Bartolomeo Terchi e Ferdinando Maria Campani se ne rinnoveranno i fasti.

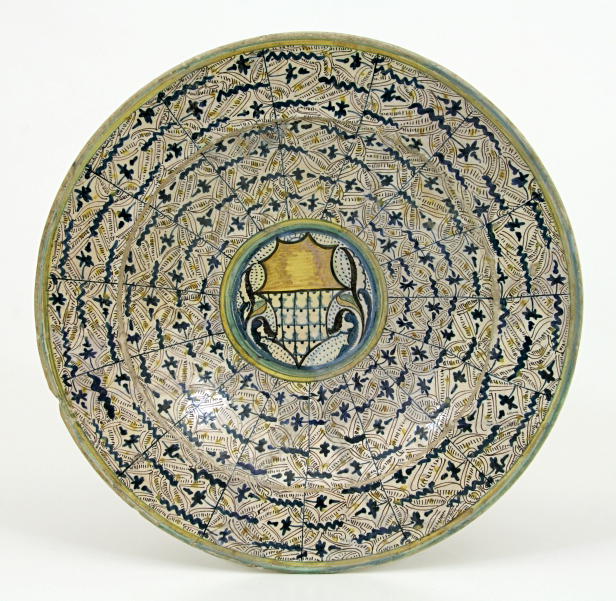
Piatto con decoro "Santa Fina" e stemma della famiglia Bonciani affiancato da foglie accartocciate. Tipologia "Italo-moresca". Montelupo, ultimo quarto del XV secolo.
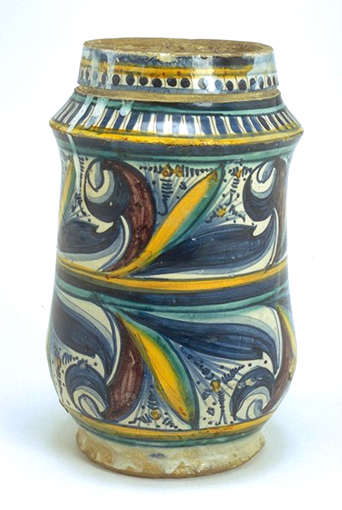
Albarello decorato con il motivo della foglia accartocciata. Montelupo, fine del XV secolo.
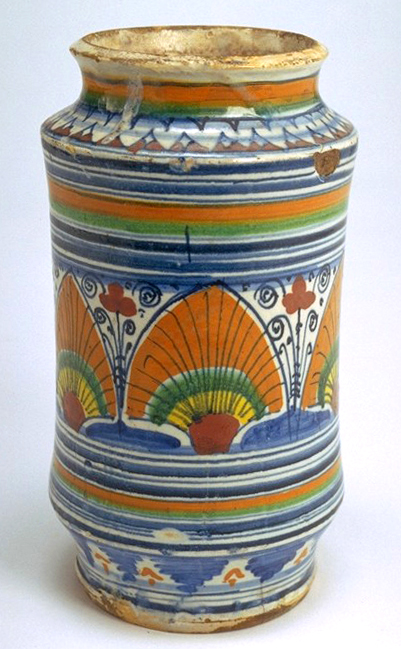
Albarello decorato a occhio di penna di pavone. Montelupo, XVI secolo.
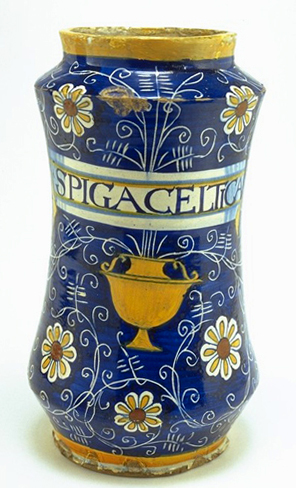
Albarello decorato con tralci graffiti su fondo blu terminanti con margherite, coppe e cartiglio farmaceutico. Montelupo, prima metà del XVI secolo.
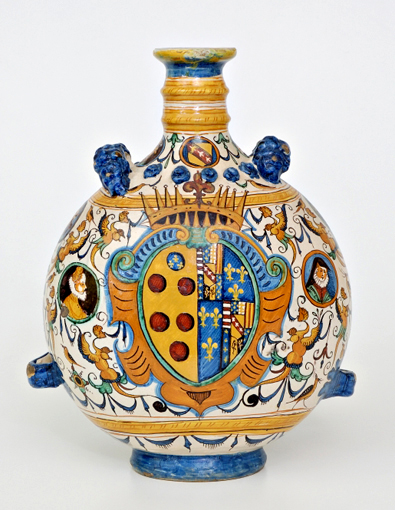
Fiasca decorata a raffaellesche e medaglioni con ritratti. Al centro stemma coronato Medici Lorena. Montelupo, seconda metà del XVI secolo.
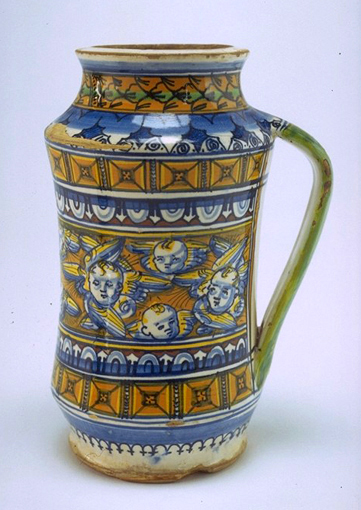
Boccale senese del XVI secolo.
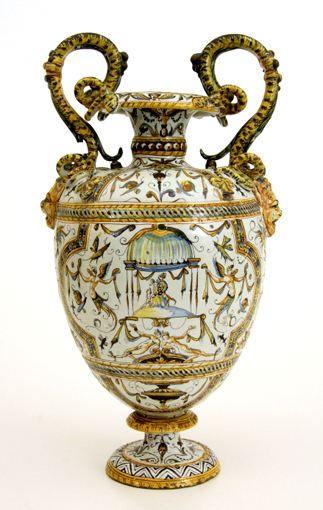
Grande vaso biansato decorato a grottesche. Niccolò Sisti. Pisa, ultimo quarto del XVI secolo.

#### La ceramica nel Veneto
A Venezia certamente si produceva ceramica sin dalla fine XIII secolo. Si sono infatti ritrovati reperti archeologici e di butto riferibili all'attività figulina lagunare del periodo arcaico, con una nutrita presenza di ceramica graffita e ingobbiata che sarà prodotta, rivelando nel tempo una notevole maturità decorativa, fino alla fine del quattrocento, quando i numerosi “bochaleri” veneziani, riuniti in corporazione, dimostreranno di aver raggiunto una notevole maturità formale e stilistica.

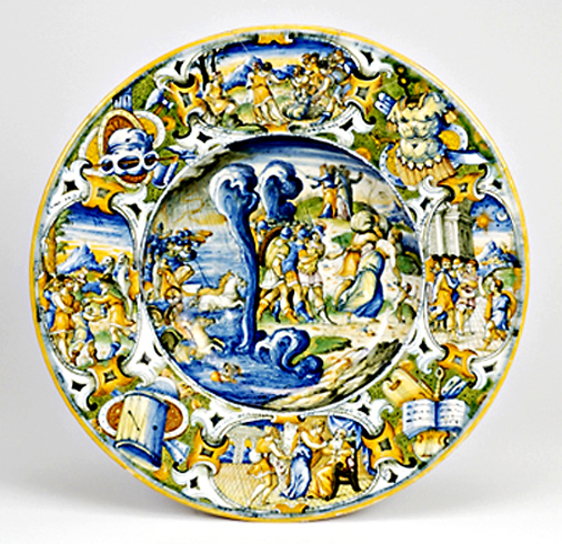
Grande piatto istoriato con al centro la raffigurazione del Passaggio del Mar Rosso, Mastro Domenego da Venezia, datato 1568

I principali artisti maiolicari del primo Rinascimento sono Maestro Lodovico e Jacopo da Pesaro a cui si devono un'interessante serie di opere con tematiche tipiche del periodo: delicatissimi decori a trofei e grottesche, graduati su tonalità monocrome “grisaille” o dipinti in bicromia bianca su fondo grigio o berrettino (azzurrino).
Le maioliche si distinguono per una felice rappresentazione delle istorie, con un "ductus" fluente e dallo smalto particolarmente brillante.
Nella seconda metà del Cinquecento opera la maggior figura della storia ceramica veneziana: Mastro Domenego da Venezia, che interpreta con colta sensibilità, sia i temi istoriati sia le composizioni decorative dei fondi.
Ne è un pregevole esempio il grande piatto istoriato riprodotto a fianco con il tema del "Passaggio del Mar Rosso" e sull'ampia tesa le "Storie di Giuseppe" indicate dalle didascalie. L'opera è tratta dalle XIlografie delle Figure della Bibbia illustrate da stanze tuscane da Gabriele Simeoni, in Lione 1564.
Mastro Domenego amerà particolarmente i decori vegetali, distinguendosi per i vivaci colori, sapientemente combinati da un ductus sciolto di grande eleganza.
Compariranno così nei suoi vasti corredi dalle fogge tipiche per spezierie, motivi a foglie, frutti e fiori (particolarmente margherite) di "lussureggiante festosità", a circondare medaglioni con ritratti virili, figure di Santi, personaggi tratti dalle opere della letteratura rinascimentale, turchi, dame e cavalieri, in cui si percepisce l'influenza della pittura veneziana del periodo manierista.

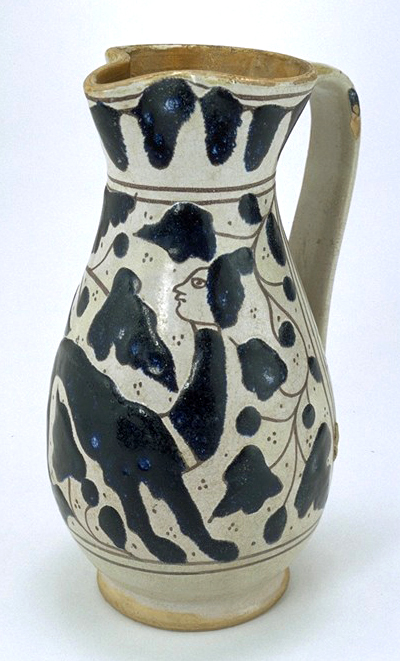
Brocca decorata a zaffera a spessore. Viterbo, prima metà del XV secolo.
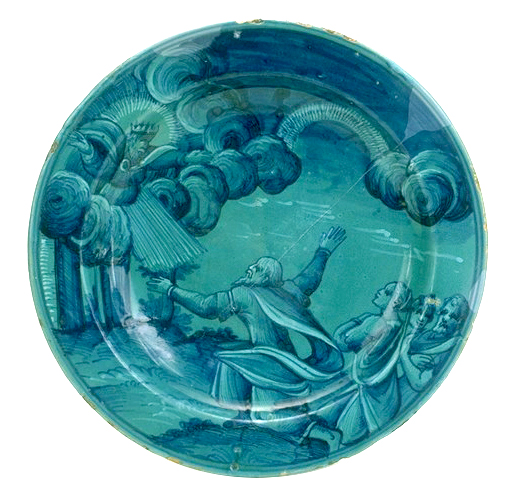
Piatto con Noè che rende grazie a Dio dopo il diluvio, Urbino, Alfonso Patanazzi, primo quarto del XVII secolo
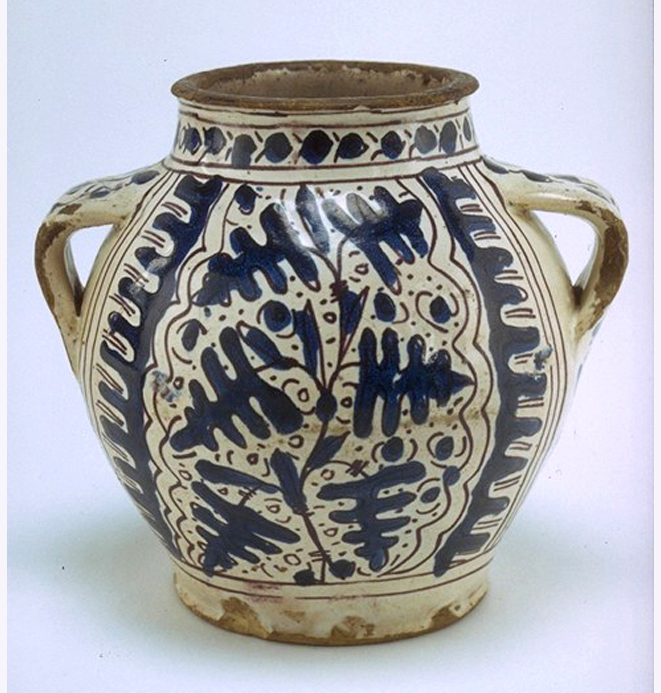
Vaso biansato dipinto a zaffera a rilievo con il motivo delle foglie di quercia, Montelupo, prima metà del XV secolo
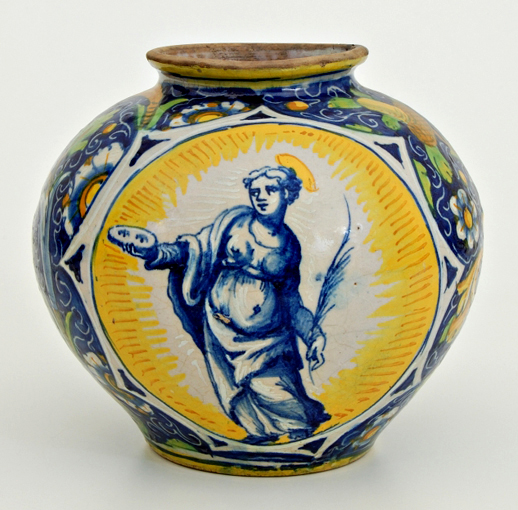
Vaso a palla, con decorazione fitomorfa centrato da un medaglione con effigiata Santa Lucia, Mastro Domenego, Venezia, metà del XVI secolo

### Le Officine italiane dal XVII al XVIII secolo

#### Il Seicento

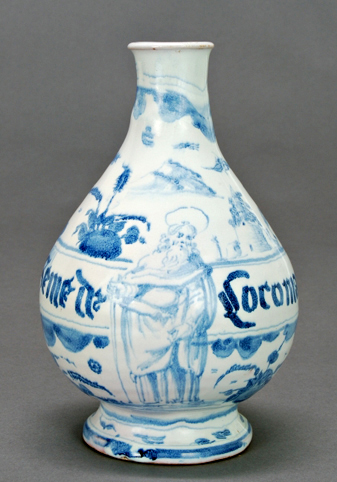
Fiasca da farmacia decorata con motivi a tappezzeria. Al centro è dipinto San Paolo. Savona, XVII secolo.

Nel XVII secolo le officine ceramiche dell'Italia del nord si distinguono in prevalenza per la produzione di maiolica aderente allo "stile compendiario" nelle sue varianti decorative.
A Faenza si proseguirà nel filone dei "bianchi" per tutto il Seicento evolvendo lo "stile compendiario" nella minuta ricerca di un repertorio decorativo a soggetti animali e floreali dando origine alla tipologia "calligrafica”.
Anche in Liguria nei centri di Albissola Marina, Savona e Genova si affermerà nella prima metà del seicento il filone “calligrafico” con il suo repertorio ispirato alle porcellane cinesi importate durante il Regno Wan-li della Dinastia Ming (1571-1619), disposto attorno a scene campestri e mitologiche, o a vibranti vedute di paesaggio, unitamente al decoro detto a tappezzeria con le sue erratiche rappresentazioni vegetali sparse qua e là sui fondi candidi o cilestrini.
Le fogge tipicamente barocche, saranno destinate prevalentemente ai vasti corredi per le spezierie e arricchite da plastiche zoomorfiche con una tavolozza monocroma dal caratteristico blu, affiancata da una rara produzione policroma. I vasai liguri produrranno maioliche dalle grandi dimensioni sia nei servizi da “credenza” sia per quelli da farmacia con le caratteristiche “idrie”, tipiche del repertorio barocco ligure.

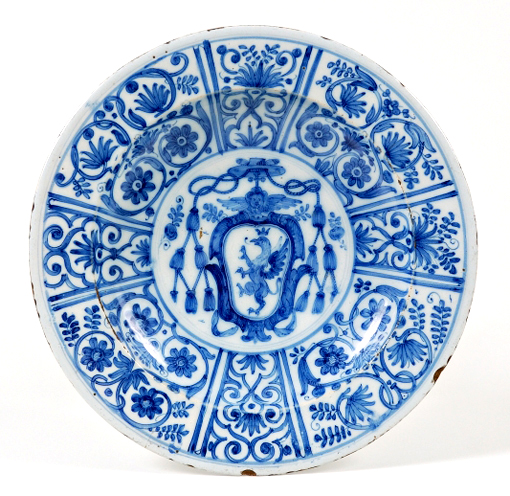
Grande piatto con decoro calligrafico e stemma araldico vescovile. Torino, XVII secolo.

In questa produzione si distinguerà, dalla metà del seicento, la famiglia dei maiolicari savonesi Guidobono ai quali si devono una vasta quantità di pezzi di tutte le forme con temi pittorici tratti dal vasto repertorio mitologico e biblico (tipologia dell'istoriato barocco) oltre a un ricco decoro paesaggistico d'intensa cromia turchina. Ne è un bell'esempio, nelle collezioni museali, la "fiasca" da farmacia qui riprodotta con dipinto san Paolo, afferente all'antico ospedale di San Paolo in Savona.
In Piemonte si assiste, nella prima metà del Seicento, a un vero e proprio innesto della cultura ceramica ligure a opera del genovese Guido Bianchi che ottenne da Carlo Emanuele II di Savoia la licenza di aprire una fornace a Torino all'interno del Regio Parco. Il Bianchi proseguì con accenti di ottima qualità il filone calligrafico fitomorfico in monocromia turchina entro riserve a quartieri, a volte integrandolo con reminiscenze istoriate dell'ultimo manierismo e emblemi araldici.

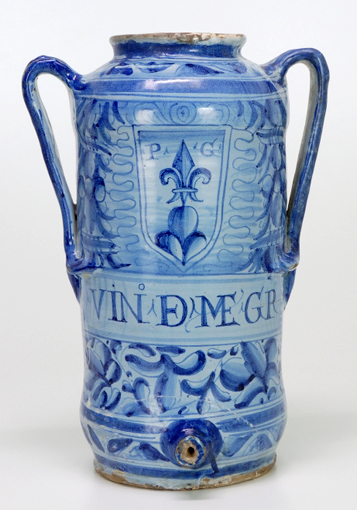
Albarello biansato da farmacia dipinto in tonalità "berrettina" e decorato a motivi fogliacei e stemma araldico. Venezia, XVII secolo.

Nel Veneto la produzione ceramica agli inizi del Seicento prosegue principalmente sulla scia della tradizione "berrettina" (azzurrina) con una scelta decorativa a fogliami, paesaggi e riserve araldiche, prevalentemente destinata alle farmacie.
Tuttavia a partire dalla seconda metà del XVII secolo la ceramica veneziana subirà una lento e progressivo decadimento tanto che nella città lagunare sulla fine del Seicento rimarranno attive poche botteghe artigiane. Al contrario di quanto avverrà dalla metà del secolo in area padovana e a Bassano del Grappa, grazie alla nascente officina Mainardi, con la produzione di maioliche dette "candiane" derivate dai modelli ottomani realizzati nelle officine ceramiche della città di İznik.
Anche se è facile riscontrare in questa imitazione la difficoltà che incontrarono le officine venete nel realizzare il rosso di Iznik ed eguagliare la perfezione e la brillantezza degli smalti caratteristici della ceramica turca.

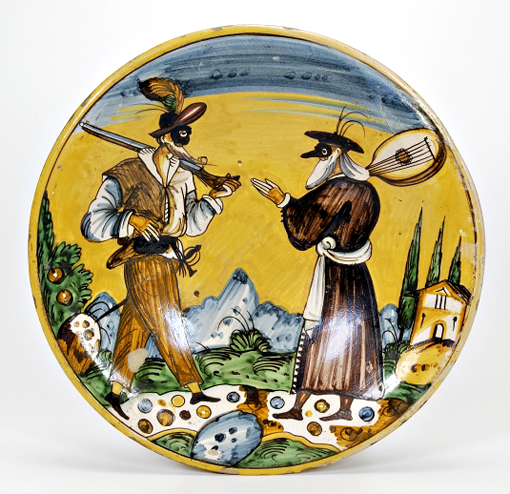
Piatto detto "Arlecchino", decorato con due figure tratte dalla commedia dell'arte. Un musicante e un "bravaccio", in maschera. Montelupo Fiorentino, XVII secolo.

In Lombardia rimangono attivi nel XVII secolo i centri di Lodi, Pavia, Mantova e altri minori, mentre si assiste al progressivo decadimento delle fornaci milanesi. Milano che aveva vissuto dal tardo Medioevo fino a tutto il Rinascimento una feconda stagione ceramica, appare nel Seicento dedicata più allo smistamento che alla produzione di ceramiche importate nella città meneghina dagli altri centri della Lombardia e dalla penisola in generale.
La ceramica lombarda vocata sin dalla fine del Trecento alla produzione dell'ingobbiato graffito, decorato in verde ramina e bruno ferraccia, si rinnova unicamente nelle fornaci lodigiane e pavesi con una produzione di maioliche decorate a paesaggi e vedute di paese all'interno di motivi vegetali in monocromia turchina.
Scendendo lungo la penisola in Toscana, spentesi le fornaci di Cafaggiolo, rimangono attive per tutto il seicento le botteghe dei vasai in Montelupo Fiorentino. Tuttavia anche per questo centro ceramico caratterizzato da una vasta produzione in epoca medievale e rinascimentale si era verificato sin dalla metà del Cinquecento un lento ma progressivo declino che diverrà inarrestabile dopo il 1630, anno della grande peste.
Anche se ridotte nel numero le officine emergono nel panorama ceramico del centro Italia per una ricca produzione dedicata alle spezierie del territorio fiorentino e con decorazioni mutuate dal repertorio tardo cinquecentesco in cui si era affermato, sulla fine del XVI secolo, il decoro a foglia bipartita bianco blu. Questo tema lo ritroviamo spesso a piena campitura attorno ai cartigli farmaceutici oppure nella produzione civile e da "credenza" dispiegato a contornare scene istoriate prevalentemente bibliche o stemmi araldici.

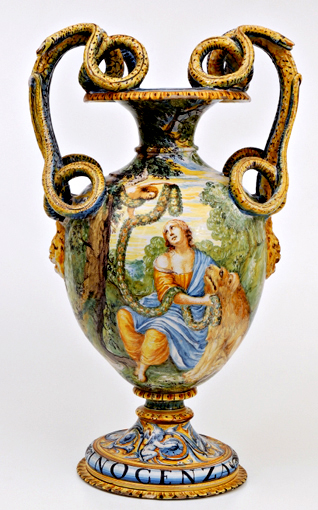
Anfora "Barberini" dipinta da Ippolito Rombaldoni con l'allegoria "dell'innocenza e della discrezione". Urbania, 1678 c.

Inoltre, unitamente ad alcuni accenni che ricollegano le cromie alla "tavolozza languida", i vasai montelupini inaugureranno con grande successo, già dalla fine del cinquecento, un filone popolare umoristico e quasi dissacrante, che ritrae archibugieri, alabardieri, gonfalonieri e "soldataglia" spagnola nonché personaggi della commedia dell'arte, giocatori di pallone, cavalieri e dame, in costumi d'epoca, dai caldi colori giallo arancio, su un contrasto di vivaci pennellate in verde, rosso, celeste, blu e uno scurissimo bruno manganese, da cui il moderno nome di "arlecchini" per la variopinta tavolozza dei costumi che li caratterizza.
Dipinte senza contorno decorativo le figure campeggiano a tutto campo catturando la scena, e quali attori di un improbabile palcoscenico su accennati sfondi di paesaggio, sembrano voler rallegrare, particolarmente dopo il secondo quarto del Seicento, un momento storico carico di grande incertezza e preoccupazione.
Nei centri di produzione ceramica marchigiano-metaurensi, (Urbino, Casteldurante, Pesaro, Rimini, Mondaino) continua fino a tutto il primo quarto del Seicento, una produzione ceramica di buona qualità, sia con le famiglie decorative a raffaellesche, a trofei e a paesaggi a decorazione "berrettina" (d'ispirazione veneziana), sia con temi istoriati.
Tuttavia la qualità pittorico decorativa delle maioliche andrà scemando rapidamente nel secondo quarto del secolo per assestarsi su una produzione meno colta e più popolare, individuata principalmente nella lunga proiezione dei bianchi in stile compendiario.
Bisognerà attendere la seconda metà del Seicento quando, grazie alla maestria di Ippolito Rombaldoni da Urbania (l'antica Casteldurante prende il nome di Urbania in onore del papa Urbano VIII nel 1638), riacquista vitalità il filone istoriato nel ricordo della grande stagione rinascimentale vissuta dall'istoriato, che aveva reso celebri le officine di quest'area in tutta Europa.
Pregevole testimonianza dell'istoriato barocco del Rombaldoni sono le grandi anfore Barberini, di proprietà del museo, nelle quali il maestro vasaio mostra di aver raggiunto una notevole maturità stilistica e formale, derivatagli dall'ottima conoscenza del repertorio delle opere grafiche del tempo a cui si ispira nelle sue opere, unitamente a un fluente ductus pittorico, dalle delicate cromie fuse nella morbidezza dei chiaroscuri.
In Umbria, mentre vanno incontro a un inarrestabile declino le officine di Gubbio, Gualdo Tadino e Orvieto, nelle fiorenti botteghe artigiane di Deruta continua, almeno per tutta la prima metà del Seicento, una feconda produzione di maioliche decorate sulla scia del repertorio tardo cinquecentesco sia nel filone compendiario sia nel decoro a raffaellesche.
Le fogge saranno quelle tipiche per le farmacie e per i servizi da tavola, oltre a una produzione di grandi piatti decorativi, acquasantiere e targhe devozionali. Anche i temi dell'istoriato barocco, nell'incontrare il favore dei vasai derutesi, verranno interpretati con minor rigore formale e stilistico e con i colori tipici della "tavolozza languida" compendiaria.
Inoltre dalla metà del secolo nelle botteghe derutesi incontrerà un discreto successo un repertorio calligrafico naturalistico dai caldi colori bruno/ocra ma questo non impedirà, a cavallo tra Seicento e Settecento, il lento spegnersi di molte fornaci.
Nel Lazio si realizzano grandi forniture per le farmacie di Roma con decorazioni azzurre, a foglia bipartita, su fondo berrettino. Nelle fogge e nei decori è evidente una netta influenza della ceramica veneziana con la quale spesse volte molte opere sono state scambiate. Si distingue nel panorama laziale la produzione di Viterbo che almeno durante la prima metà del secolo manifesta ancora interesse per la ritrattistica di derivazione cinquecentesca, ora interpretata con una qualità formale e stilistica più popolare ma sostenuta da un vivace cromatismo ocra aranciato che riesce a rallegrarne l'intera composizione pittorica.
Nell'Italia meridionale grande rilievo assumerà, nella seconda metà del Seicento, la produzione ceramica di Castelli in Abruzzo con la grande famiglia dei Grue di cui Carlo Antonio, figlio del fondatore della bottega artigiana Francesco Grue, sarà il più celebrato esponente.
Con loro verrà inaugurato un filone decorativo, sia in ambito devozionale sia per i servizi da tavola (credenze), che proseguirà sempre con ottima qualità attraverso le numerose discendenze anche collaterali dei Grue, fino a tutta la metà del settecento.
Altre dinastie che darànno lustro alla ceramica castellana sono quella dei Gentili, che ha in Carmine il magistrale capostipite e quella dei Cappelletti.
Saranno realizzate maioliche ariose nelle fogge barocche, con crespine traforate, fiasche da pellegrino, grandi piatti da pompa, vasi biansati e completi per la tavola, di grande suggestione decorativa. Le calde cromie della raffinata tavolozza castellana, a volte impreziosite da lumeggiature dorate a terzo fuoco, emergono sia nella prosecuzione del filone dei bianchi in stile compendiario sia nei decori a girali fogliati intercalati da puttini berniniani dipinti a contorno di scene istoriate a soggetto mitologico, biblico, di caccia o con animate vedute di paesaggio.
Tra le officine pugliesi a eccellere sono quelle della città di Laterza. La Maiolica di Laterza si caratterizza per l'alta espressione dello stile compendiario e si distingue per sviluppo di temi del tardo istoriato barocco, ispirati al filone cinquecentesco a cui attingono ripetutamente i maestri laertini (vedi il "Mangiamaccheroni" qui riprodotto che trova ispirazione nel tardo cinquecentesco "Mangiafagioli" di Annibale Carracci), e del filone devozionale alimentato con targhe votive e acquasantiere.
In Campania durante il XVII secolo sono attive le fornaci di Ariano e di Cerreto caratterizzate da un decoro popolare dalle vivaci cromie. A Vietri sin dal Cinquecento sono attestate fornaci rese celebri per la copiosa produzione di mattonelle policrome, le "riggiole", utilizzate per pavimenti e decorazioni murali ed esportate principalmente verso numerose città tirreniche del centro nord e sud Italia.
In Sicilia sono attive nel XVII secolo le officine di Burgio,Caltagirone, Palermo, Santo Stefano di Camastra, Sciacca e Trapani con esiti decorativi mutuati dai decori già in voga nelle manifatture dell'Italia peninsulare. L'arte figulina siciliana si cimenterà anche in una notevole produzione popolare di plastiche a soggetto antropomorfico, vegetale, animale, con figure umane, melanzane, pesci, civette e fiaschette a forma di libro, dal cromatismo vivace e accattivante.

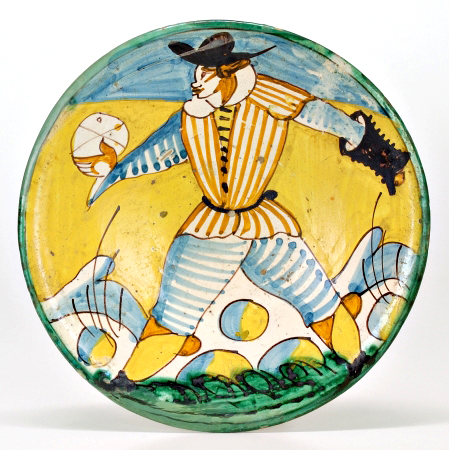
Piatto denominato "Arlecchino" con la rappresentazione di un giocatore di pallone. Montelupo Fiorentino, XVII secolo.
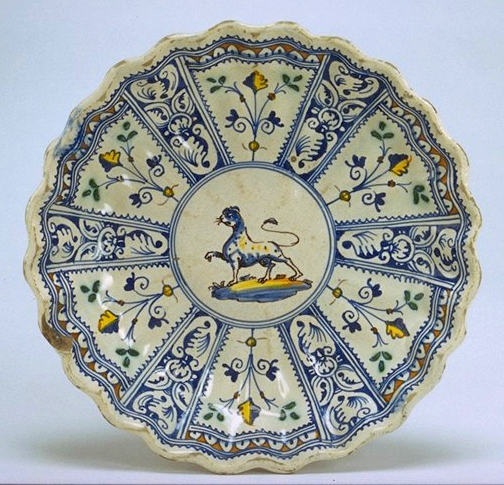
Crespina decorata a quartieri con al centro un leopardo. Stile compendiario. Montelupo Fiorentino, prima metà del XVII secolo.
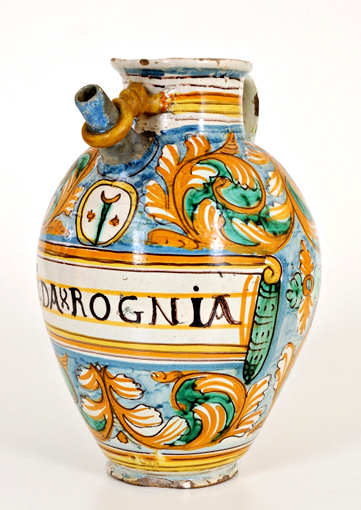
Brocca decorata a girali a foglia frastagliata. Sopra il cartiglio medicinale emblema della gruccia dell'Ospedale di Santa Maria Nuova. Montelupo Fiorentino, prima metà del XVII secolo.
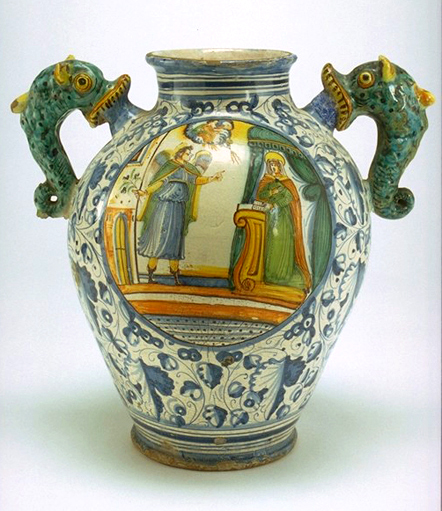
Vaso ovoidale con anse a foggia di cavallucci marini. Su una faccia al centro di un medaglione è dipinta l'Annunciazione. Sull'altra faccia cartiglio medicinale. maiolica di Montelupo Fiorentino, XVI-XVII secolo.
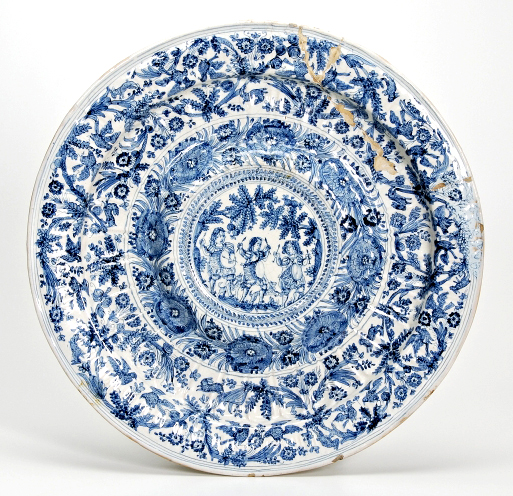
Grande piatto decorato con motivi calligrafico/fitomorfici. Deruta, XVII secolo.
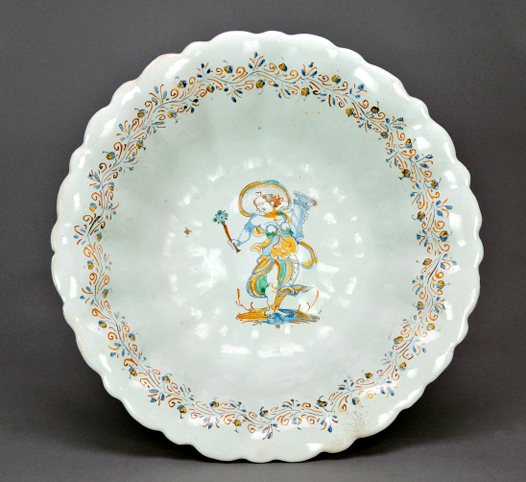
Catino dipinto con allegoria della fortitudo e bordura a ghirlanda. Deruta, XVII secolo.
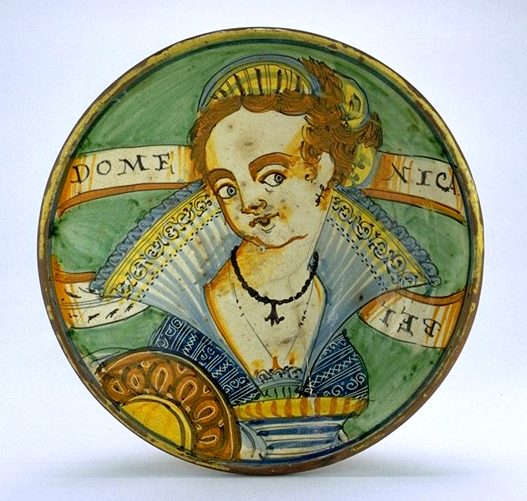
Piatto con la raffigurazione di "Domenica bella". Viterbo, primo quarto del XVII secolo.
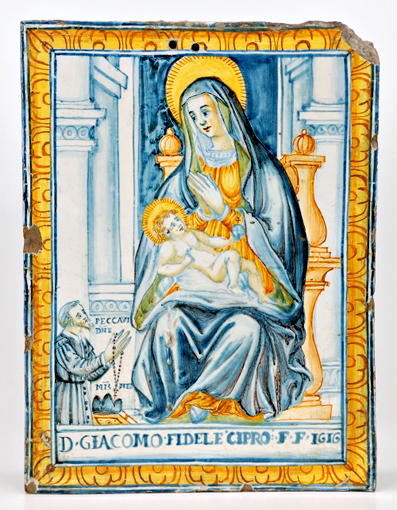
Targa devozionale dipinta con Madonna con Bambino. Castelli, 1616.
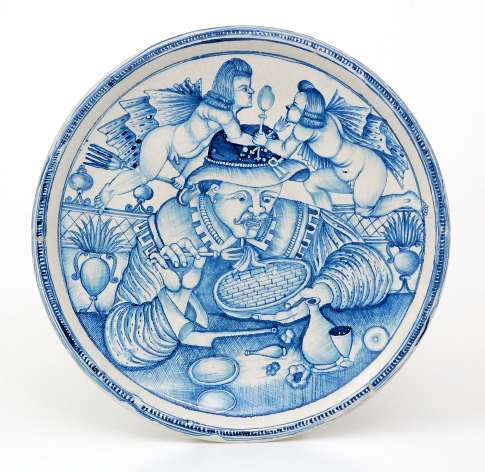
Piatto dipinto con un "Mangiamaccheroni", Maiolica di Laterza, ultimo quarto del XVII secolo
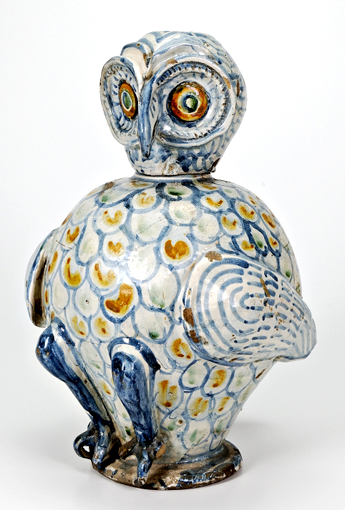
Vaso a forma di Civetta. Sicilia, XVII secolo.

#### Il Settecento

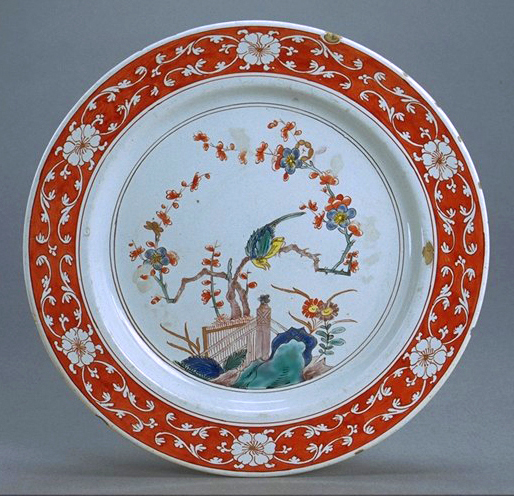
Piatto con decoro all'orientale. Fabbrica Clerici, Milano, XVIII secolo.

Nella prima metà del Settecento nell'Italia settentrionale nascono nuove fabbriche di ceramica con decori ispirati ai nuovi modelli decorativi rococò presenti sia nelle nascenti manifatture di porcellana sia nei raffinati motivi decorativi nord europei: primo fra tutti il decoro alla rosa, e all'orientale con fiori di peonia, garofano e pagode. In alcune fabbriche si prediligeranno i decori alla "Berain" derivati dai modelli francesi e quelli a rovine e paesi, con l'immaginario fantastico dei capricci architettonici.

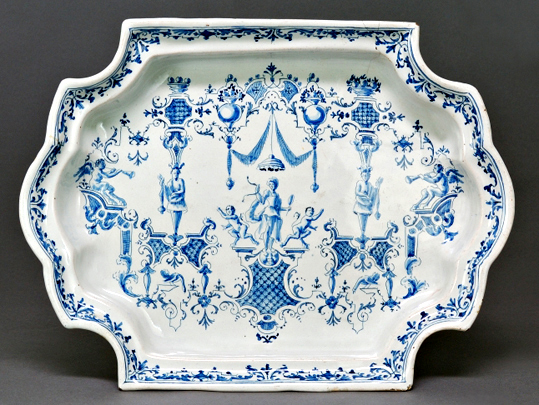
Vassoio polilobato con decoro alla "Bérain". Fabbrica Rossetti, Torino, XVIII secolo.

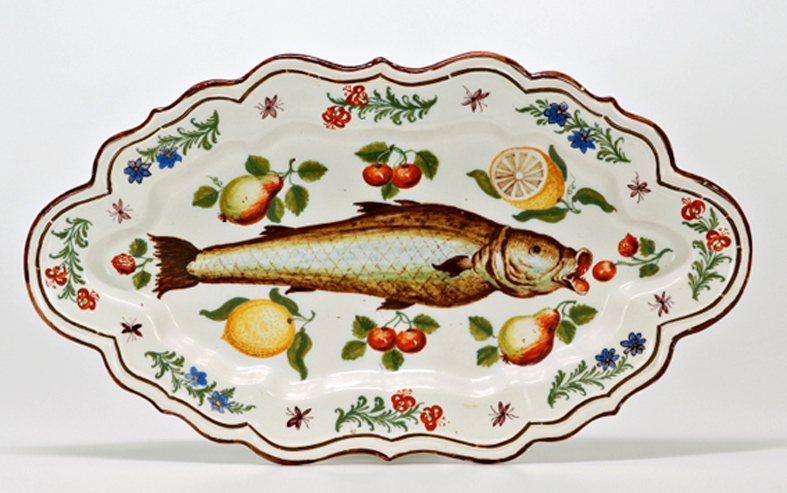
Vassoio in maiolica policroma con dipinti, un pesce, fiori e frutta. Lodi, 1751.

In Lombardia nasceranno a Milano le fabbriche Clerici e Rubati con un vasto repertorio decorativo: dagli stilemi rocaille, con spunti di grande attenzione al repertorio orientale, ai personaggi della commedia dell'arte e al vasto mondo floreale e animale, dipinto con tale dovizia di particolari che indica come i ceramisti del settecento modulassero il decoro naturalistico sulla grande richiesta di una committenza influenzata anche dal favore incontrato dalle numerose opere di storia naturale (prima fra tutte l'Histoire naturelle di Georges-Louis Leclerc de Buffon riccamente illustrata anche a colori).
La produzione di ceramica a Lodi entrerà nella storia della maiolica settecentesca per le fabbriche Coppellotti e Rossetti con maioliche di ottima qualità in cui emergeranno sia il motivo alla "Bérain" sia la decorazione a natura morta, con pesci e frutta di contorno come se fossero veramente presenti nel piatto o vassoio da portata. Quasi un "trompe-l'œil", di gustoso effetto decorativo, come ben si evince dal vassoio qui rappresentato. Sempre a Lodi, nella seconda metà del settecento, la fabbrica Ferretti diventerà famosa per i decori a fiori naturalistici a colori vivaci, resi possibili grazie alla tecnica della cottura a piccolo fuoco.

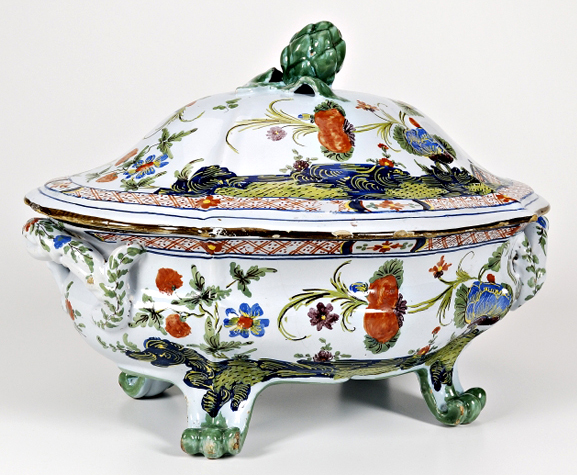
Zuppiera con decorazione "al garofano". Faenza, Manifattura Ferniani XVIII secolo.

In Piemonte la ceramica vive intensamente degli scambi culturali con le limitrofe officine francesi riverberati nei decori alla “Berain” e "lambrequins" nella fabbrica torinese di Giorgio Giacinto Rossetti già attivo a Lodi, mentre in Liguria si assiste a una vasta produzione di monumentali corredi farmaceutici legati al gusto alla "Berain" e a quello di paesaggio, in monocromia blu (raramente in policromia), animati da personaggi vivacemente accennati, con varianti cromatiche in seppia.
La ceramica veneta elaborerà temi decorativi nord europei, motivi all'orientale, floreali policromi, nature morte, fantastici paesaggi e capricci con rovine, sia nelle fornaci di Pasquale Antonibon a Nove sia nei centri minori di Bassano, Angarano e Vicenza.
Su questi stilemi decorativi si muoveranno con successo le officine Emiliane e Romagnole dei centri di Bologna (Fink e Rolandi), Colle Ameno (Ghisileri), Imola e Sassuolo. Così accadrà anche in Faenza dove con l'apertura della fornace dei Conti Ferniani le maioliche faentine rivivranno un periodo di grande splendore fino a tutto l'Ottocento.

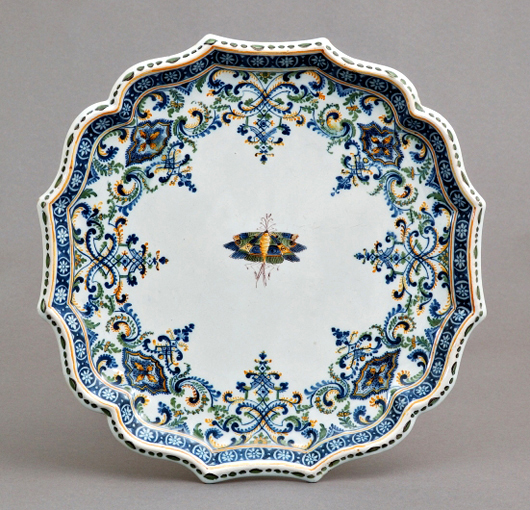
Alzata decorata con motivo a "merletto" e farfalla al centro. Pesaro, Callegari e Casali, 1788.

I ceramisti di questa celebre fabbrica si distingueranno sempre per un repertorio raffinato in cui interpreteranno magistralmente sia i motivi all'orientale e rococò, sopra accennati, sia le arcadiche istanze della cultura settecentesca. E per raggiungere gli ambiti successi anche le maestranze di questa fabbrica poterono giovarsi della nuova tecnica del terzo fuoco ampiamente adoperata in altri centri di produzione.
Fra i maestri ceramici operanti nella seconda metà del Settecento nell'officina Ferniani, in perfetta aderenza al gusto neoclassico, emergerà la figura di Filippo Comerio con le sue impareggiabili interpretazioni, dal tratto pittorico quasi grafico, perlopiù in bruno nerastro, riprese dalle incisioni di Jacques Callot e Stefano della Bella. Ne sono un emblematico esempio le due anfore neoclassiche qui riprodotte in cui il Comerio compendia, con rara eleganza, racconti tratti dalla mitologia classica (in questo caso scenette con Pan, Menadi e Satiri) e esile decorazione fitomorfica.
Utilizzerà principalmente il bruno nerastro e il verde intenso e da cui prenderà nome il "verde Comerio", con il quale dipingerà eleganti figure in costume settecentesco, contornate da rocce e arbusti al centro di piatti, vassoi, zuppiere e vasi.
Nelle Marche sarà in Pesaro che avrà nuovo impulso l'arte ceramica con la fondazione della fabbrica Callegari e Casali caratterizzata da un vivace cromatismo espresso superbamente nel decoro alla "rosa", con una cottura a terzo fuoco. Anche a Monte Milone si produrrà ceramica di ottima qualità.
In Toscana mentre i vasai montelupini vanno declinando in una produzione ceramica seriale sulla scia delle famiglie decorative seicentesche, si apriranno le importanti fornaci Ginori a Doccia e Ghigi Zondatari a San Quirico d'Orcia e Siena. Nei primi anni dell'attività della manifattura di Doccia il Marchese Carlo Ginori volle dedicarsi anche alla maiolica con decori in bianco e blu d'ispirazione olandese.
La manifattura Chigi Zondatari divenne celebre con Ferdinando Maria Campani e Bartolomeo Terchi i quali produssero ceramiche dalle fogge di gusto tardo barocco nella transizione al rococò. Per i temi decorativi il Terchi e il Campani ridaranno vita al filone istoriato sulla scorta della grande tradizione rinascimentale, interpretandolo con aggraziata leggerezza e impreziosendo i grandi manufatti con l'aggiunta di plastiche e rilievi dorati.
Nel Lazio si prosegue senza soluzione di continuità la produzione tardo seicentesca a decori fogliati su fondo berrettino realizzando vasti corredi per le farmacie e maioliche con stemmi per le nobili famiglie romane.
Nel vasto panorama settecentesco della ceramica in Italia e nel suo moltiplicarsi in nuove fornaci di ottima qualità, stimolate dalla concorrenza per il favore incontrato dalla porcellana, merita un ragionamento a parte la ceramica di castelli in Abruzzo.
In perfetta continuità con la tradizione seicentesca, vivrà fino alla metà del settecento il suo massimo splendore, alimentando un filone decorativo che ebbe una vasta risonanza sul mercato del XVIII secolo, con le maioliche castellane dei Grue, Gentili e Cappelletti, esportate e vendute nei grandi mercati di Napoli, Fermo, Senigallia e Fano.
Fecondo lo scambio culturale che ebbero i maestri ceramisti di Castelli trasferiti in area napoletana, fra cui primeggia Francesco Antonio Saverio Grue, figlio del grande Carlo Antonio, con i maestri maiolicari di Napoli, Sallandra e Criscuolo. Da questi intensi rapporti nacque quello che viene definito "stile castellano napoletano" di cui sono un pregevole esempio nelle collezioni museali il vaso con Tobia e l'arcangelo Raffaele e l'albarello con veduta della Certosa di Capri, qui rappresentati.
Per i temi decorativi gli ottimi ceramisti abruzzesi continueranno per tutto il Settecento nel filone istoriato e paesaggistico, con scene di caccia e di genere, vedute di porti e rovine, traendo spunto per la committenza più esigente e colta, sia dalla cultura classica antica (animate rovine di templi) sia dal repertorio tardo rinascimentale, manierista e barocco (scene bibliche e mitologiche).
Per le fogge produrranno targhe a soggetto prevalentemente devozionale e mitologico, grandi vasi e piatti da pompa e, in concorrenza con la nascente porcellana, realizzeranno delicati servizi da tè e caffè, con splendidi vassoi. Una vasta produzione sarà anche dedicata ai corredi per spezierie. Nella seconda metà del secolo la qualità stilistica e formale declinerà in una decorazione seriale, per rifiorire negli ultimi decenni del Settecento con Gesualdo Fuina.
In Puglia emerge sul finire del Seicento la figura del maestro ceramista Leonardo Antonio Collocola che prosegue nel filone devozionale già ampiamente, rivisitato in tutta la ceramica laertina. Ne è un pregevole esempio, nelle collezioni del museo, la targa "Madonna in trono col bambino".
Nel settecento siciliano i maiolicari si dedicano sia alla produzione tradizionale comune, sia alla ceramica per la decorazione pavimentale, subendo il fascino dell'evolversi stilistico continentale.

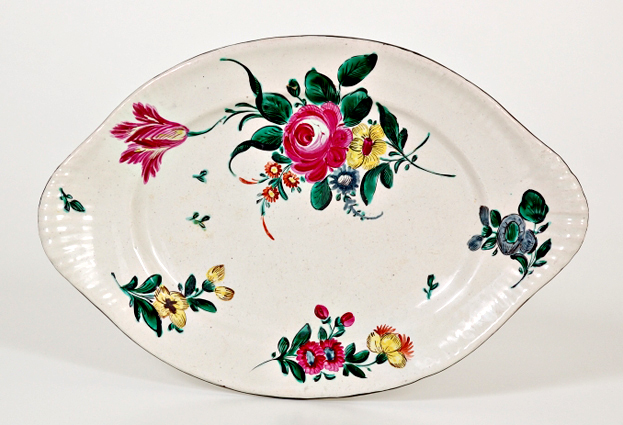
Vassoio decorato con il motivo "alla rosa". Bologna, fabbrica Finck, ultimo quarto del XVIII secolo.
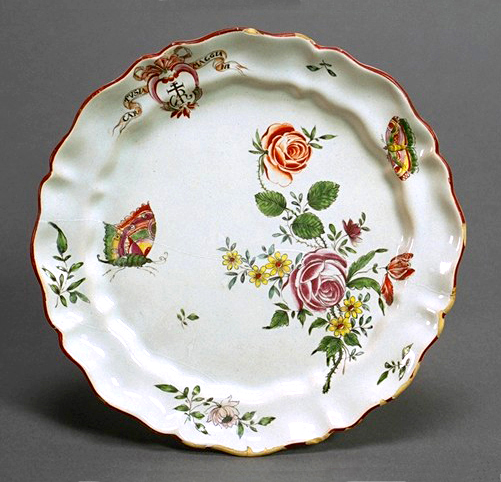
Piatto decorato con il motivo "alla rosa" e insetti. Pesaro, metà del XVIII secolo.
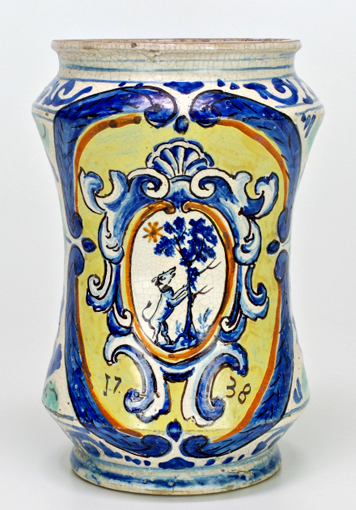
Albarello da farmacia decorato con stemma e girali di fiori e foglie. Trapani, datato 1738.
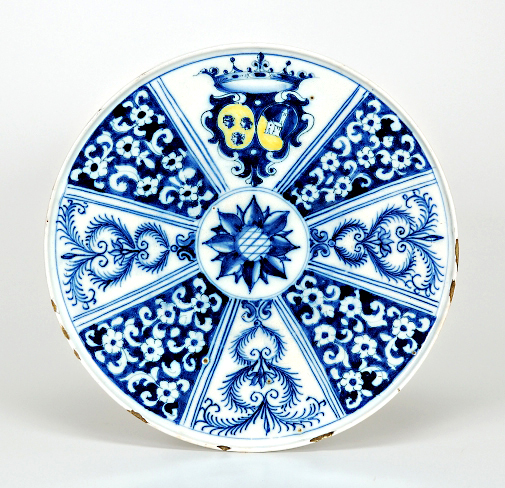
Piatto a quartieri in bianco/blu e stemma policromo. Liguria, prima metà del XVIII secolo.
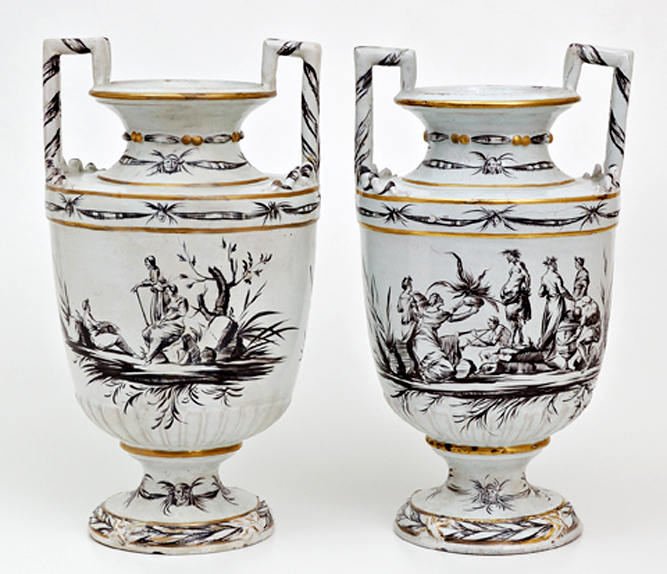
Coppia di Vasi a decorati con soggetto mitologico. Filippo Comerio nella manifattura Ferniani. Faenza, 1777-1781.
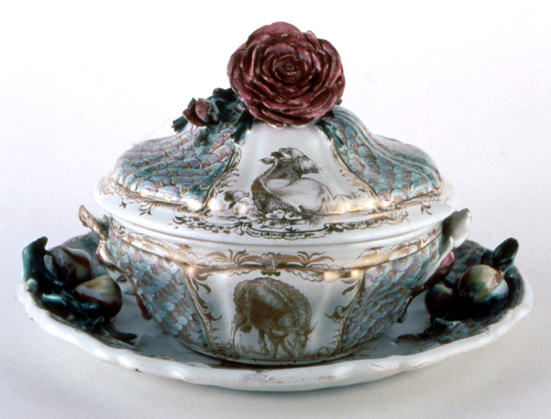
Zuppiera in decorazione policroma. Fabbrica Paolo Milani, Lodi, XVIII secolo.
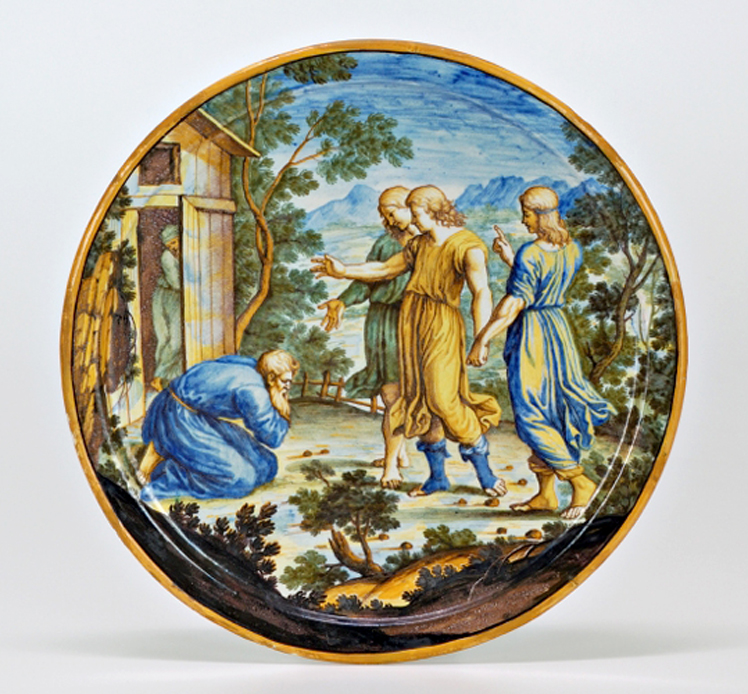
Piatto in maiolica dipinto con Abramo e i tre angeli. Ferdinando Maria Campani, San Quirico d'Orcia, metà del XVIII secolo.
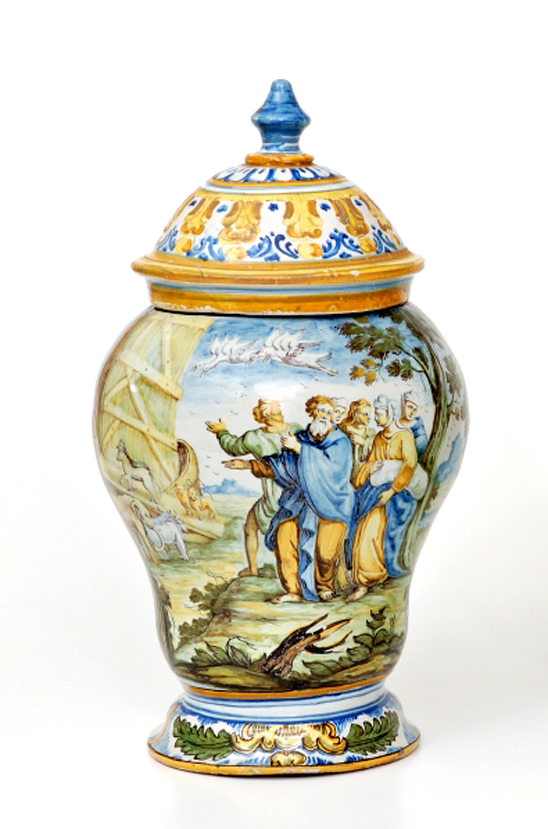
Vaso con coperchio dipinto con Tobia e l'arcangelo Raffaele. Lorenzo Sallandra. Napoli, 1748.
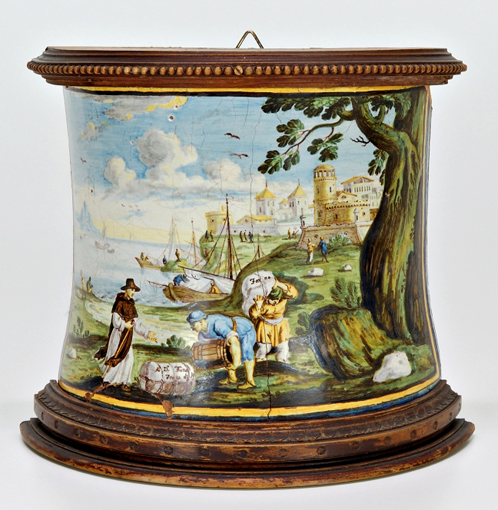
Piccolo albarello svasato con la raffigurazione dello sbarco delle masserizie per la Certosa di San Giacomo a Capri dipinta sullo sfondo. Maestranze castellane (Francesco Antonio Grue?) attive a Napoli. Prima metà del XVIII secolo.
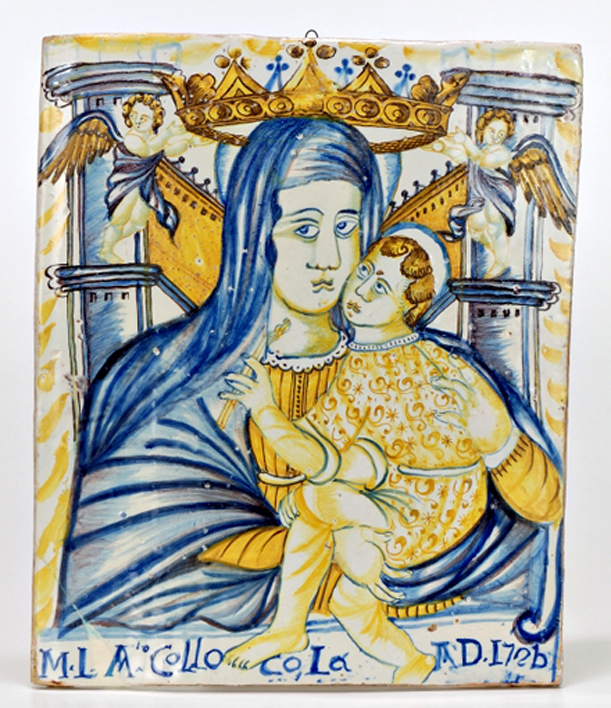
Placca in maiolica policroma raffigurante Madonna con Bambino. Leonardo Antonio Collocola, Laterza, 1726.

#### La porcellana e la terraglia in Italia (XVIII secolo)

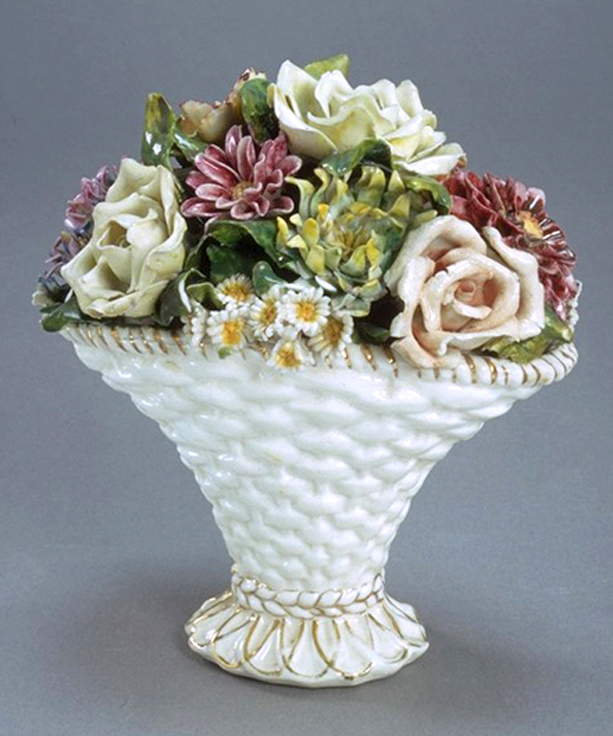
Cestino con fiori in porcellana. Venezia, Cozzi, seconda metà del XVIII secolo.

Nella sezione espositiva è presente una significativa selezione di opere in porcellana e terraglia, delle officine italiane del XVIII secolo, con particolare attenzione alla porcellana Ginori a Doccia.
Il fascino e le suggestioni delle porcellane cinesi, importate in occidente lungo la via della seta, avevano conquistato sin dal tardo Medioevo le corti europee, ma fu grazie alla Compagnia britannica delle Indie orientali e alla Compagnia olandese delle Indie orientali, se nel Seicento si diffusero minutamente in tutti gli strati della nobiltà e della borghesia colta.
Agli inizi del Settecento dopo innumerevoli tentativi va all'arcanista tedesco Johann Friedrich Böttger il primato di aver scoperto il segreto della composizione chimica della porcellana, realizzando i primi prototipi a pasta dura a Dresda e subito dopo, la produzione vera e propria, in Meißen sotto i ferrei auspici dell'Elettore di Sassonia Augusto il Forte che voleva realizzarla a ogni costo.
Da lì a pochi anni fu avviata la prima produzione italiana e la terza in Europa dopo Vienna, con l'aiuto di Giovanmarco Norbis, Giovanni Maria Santinelli e Christopher Conrad Hunger, collaboratore del Böttger, chiamato a Venezia da Giovanni Vezzi intorno al 1720 quando già si era trasferito a Vienna dal Du Paquier con il quale, dopo avergli confidato i segreti della porcellana realizzata a Meißen, era entrato in società fondando la fabbrica viennese di porcellane.

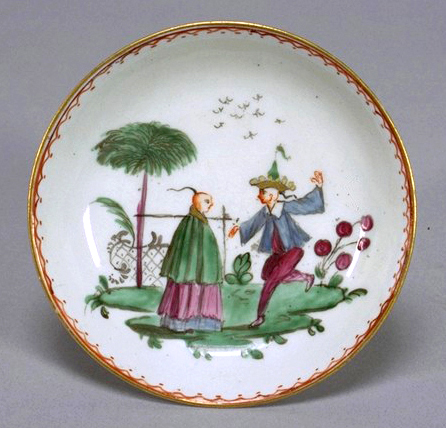
Piattino in porcellana con decoro a figure cinesi. Pasquale Antonibon, Nove, seconda metà del XVIII secolo.

Inoltre fu proprio grazie all'importazione clandestina del caolino dalla Sassonia, assicurata dal Böttger, che fu possibile per il Vezzi raggiungere gli ambiti traguardi.
Giovanni Vezzi e soci dettero così il via a una breve ma intensa fase produttiva di eccezionale qualità durata soltanto sette anni a cui seguì nella metà del settecento il significativo tentativo, durato solo due anni (1761-1763) del mercante sassone Nathaniel Friederich Hewelcke.
Successivamente e sotto i fervidi auspici della Serenissima, che ambiva alla riattivazione di una fabbrica di porcellane nella Dominante, fu assunto da un collaboratore di Hewelcke, Geminiano Cozzi, il compito di aprire l'anno dopo una nuova fornace in San Giobbe a Cannaregio e dare il via a una feconda produzione che proseguirà fino al 1812.
Anche a Nove nell'officina di Pasquale Antonibon si realizzeranno nella seconda metà del Settecento porcellane di ottima qualità in concorrenza con quelle di Cozzi. Altre piccole manifatture attestate nella Repubblica di Venezia sono quelle di Este, Angarano e Treviso.

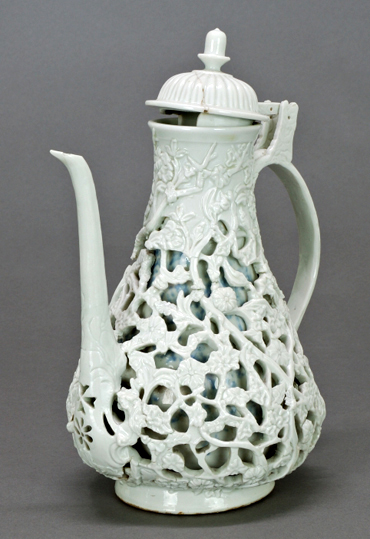
Caffettiera in porcellana a doppia parete traforata. Ginori a Doccia 1745 c.

Dopo l'inizio veneziano del Vezzi le manifatture di porcellana si diffonderanno rapidamente nelle principali corti italiane: nel Granducato di Toscana per l'intraprendenza del Marchese Carlo Ginori nel 1737 s'inaugurò nella sua villa di Doccia (presso Sesto Fiorentino) la celebre Manifattura di porcellane di Doccia. Anche Roma ebbe per un breve periodo la sua fabbrica di porcellane con le fornaci di Cuccumos e poi di Volpato.
A Napoli sotto gli auspici del Borbone Carlo III inizierà intorno al 1740 la grande stagione della porcellana di Capodimonte, altrimenti chiamata dal nome del re "Carlo III" e proseguita dal 1771 nella nuova fornace della Villa di Portici, voluta da Ferdinando I delle Due Sicilie, con la denominazione di Reale Fabbrica Ferdinandea, come si evince dalla marca impressa o dipinta sui pezzi prodotti. Anche nel regno sabaudo, dopo gli esperimenti di Giorgio Giacinto Rossetti (1737) e una breve parentesi produttiva a Vische, fu grazie al torinese G.V. Brodel, con la protezione di Vittorio Amedeo III di Savoia, se nel 1775 inizierà in Vinovo una raffinata produzione di porcellane che durerà fino al 1814.
La porcellana italiana del Settecento inaugurerà una serie di filoni decorativi: da quello ispirato alla porcellana d'importazione cinese e giapponese con il vasto repertorio delle "cineserie" rococò, ormai largamente diffuse in tutt'Europa, ai personaggi tratti dalla commedia dell'arte riprodotti nelle "plastiche" (le figurine singole o in gruppo, modellate); dalle vedute con paesaggio|paesaggi, rovine, castelli, piazze e palazzi celebri; dai siti archeologici (Pompei, Ercolano ecc.) ai luoghi simbolici delle antichità classiche della civiltà etrusca e romana; dalle rappresentazioni del mondo vegetale (fiori, frutti, funghi, alberi e rami fioriti) agli insetti, farfalle, uccelli, pesci, di ogni specie. Nelle plastiche si sceglieranno anche temi cari alla mitologia classica e ai personaggi più famosi della storia di Roma antica, spesso attraverso la mediazione rinascimentale e barocca.
Per le fogge le diverse manifatture dedicheranno una speciale attenzione ai servizi da tavola, da tè e caffè e con una materia così duttile e raffinata si esprimeranno in un vero e proprio catalogo al servizio di una committenza sempre più desiderosa di sfoggiare nei momenti conviviali i segni distintivi di un'eleganza sempre più ricercata, quale "doverosa" espressione del proprio alto status sociale.
Contemporaneamente alla porcellana intorno all'ultimo quarto del Settecento di diffonde anche in Italia la produzione di terraglia all'uso d'Inghilterra. Questo particolare tipo d'impasto, poroso e rivestito di "vernice piombifera trasparente", era stato scoperto a cavallo tra Seicento e Settecento dagli inglesi Elers e nel settecento ne era continuata la produzione con J. Astbury, Enoch Booth e finalmente perfezionato e diffuso in tutt'Europa da Josiah Wedgwood nello Staffordshire. Dopo un inizio in Burslem nella città di Stoke-on-Trent, fu nella nuova fabbrica "Etruria" e con linee produttive ispirate alle suggestioni tratte dalle antichità etrusche, romane e greche, che Josiah Wedgwood riuscì a inserire rapidamente e con successo le sue pregevoli terraglie, dal caratteristico color bianco crema, in tutti i mercati europei.
Anche le fabbriche italiane si resero presto conto dei grandi vantaggi economici che consentiva la produzione di terraglia, meno cara della porcellana, e iniziarono a immetterla sul mercato: si distinguono sulla fine del secolo le produzioni di Milano, Savona, Torino, Venezia, Pesaro, Bologna, Treviso, Bassano, Este, Faenza e Napoli assieme a quelle di tante altre piccole botteghe artigiane sparse in tutt'Italia.
Nella sezione dedicata è presente un cospicuo corpus di opere in terraglia riferite principalmente alla Fabbrica Ferniani in cui operavano, per le opere di maggior pregio come ad esempio i grandi vasi a cratere, "valenti maestri plasticatori locali" nell'ambito del filone istoriato a bassorilievo, ispirato ai modelli dei coevi stucchi neoclassici presenti negli interni delle più prestigiose dimore faentine.

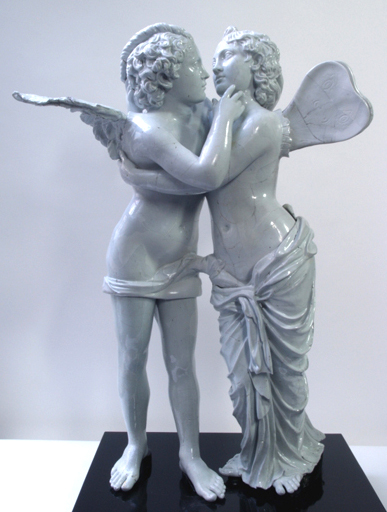
Amore e Psiche. Grande gruppo scultoreo in porcellana modellato da Gaspero Bruschi nel 1747. Ginori a Doccia.
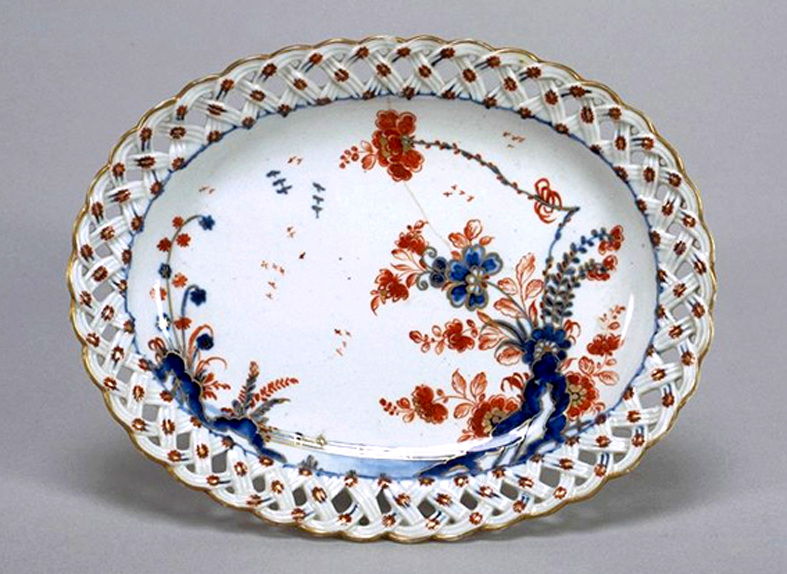
Vassoio in porcellana con decoro all'orientale. Venezia, Cozzi, seconda metà del XVIII secolo.
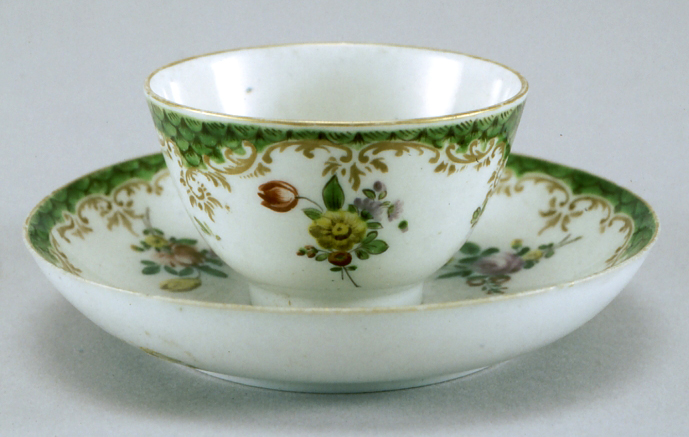
Tazzina con piattino in porcellana con decoro floreale. Venezia, Cozzi, seconda metà del XVIII secolo.
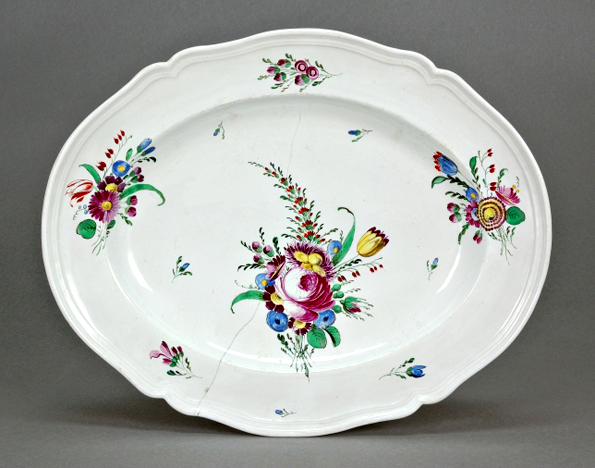
Vassoio con decoro a mazzetti di fiori (cosiddetto Mazzetto). Ginori a Doccia, terzo quarto del XVIII secolo.
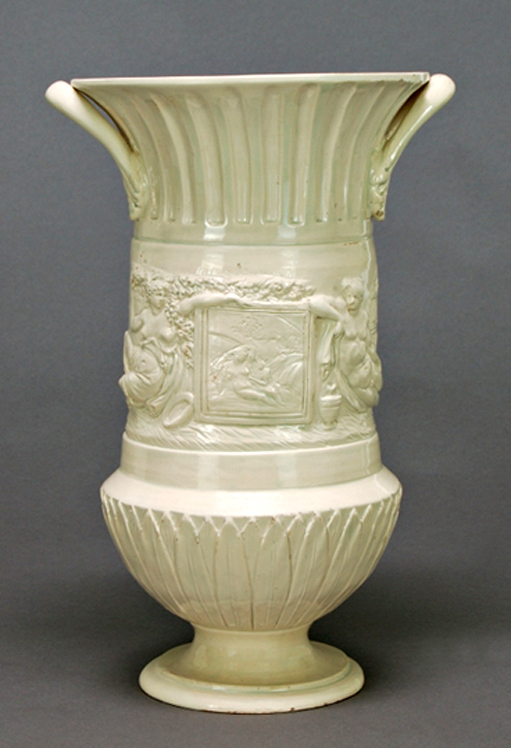
Vaso Impero in terraglia monocroma, Decoro in bassorilievo, con registro centrale raffigurante scene istoriate. Faenza, fine del XVIII secolo.

### L'Ottocento

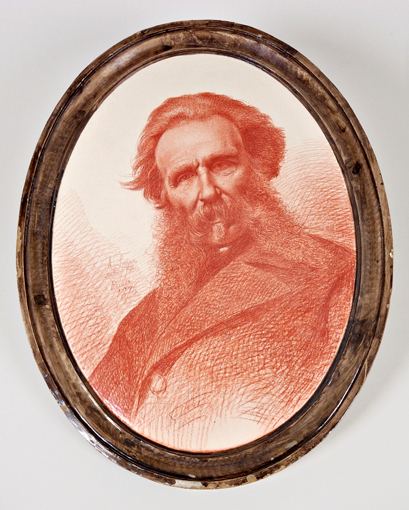
Medaglione in terracotta ingobbiata e invetriata con autoritratto di Achille Farina. Faenza, Achille Farina, 1876.

Per tutta la prima metà dell'Ottocento la maiolica italiana vive una fase di lento e progressivo decadimento, riprendendo modelli settecenteschi con qualità stilistica e formale il più delle volte popolare. Contemporaneamente la terraglia sembra acquisire un ruolo preminente ispirandosi anche ai modelli dalle grandi fabbriche nord europee. Al contrario nella seconda metà del secolo si assiste a un rifiorire della produzione maiolicara sulla scia dei coevi movimenti pittorici del verismo e del Romanticismo mentre un nuovo impulso avranno anche la riscoperta dei temi legati al filone istoriato rinascimentale e manierista.

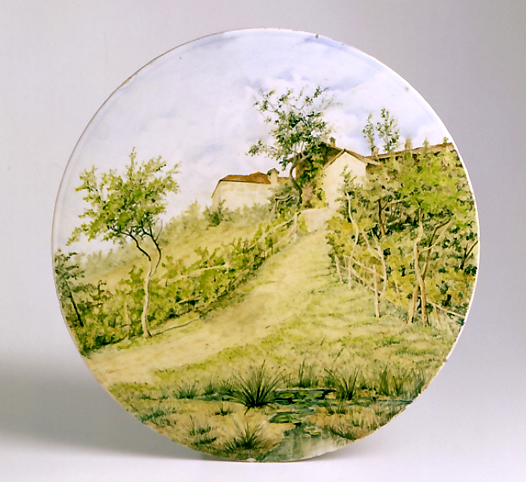
Piatto con decorazione paesaggistica. Giuseppe Ghinassi, Faenza, ultimo quarto del XIX secolo.

Nell'Italia settentrionale, particolarmente in Faenza, si vivranno momenti di intensa operosità sulla scia dei fermenti culturali di fine Ottocento, grazie a personaggi come Achille Farina, di cui abbiamo un esempio nell'autoritratto in terracotta ingobbiata e invetriata riprodotto a fianco, Antonio Berti, Angelo Marabini, Giuseppe Ghinassi, Lodovico Bellenghi. Per il revival dei modelli rinascimentali e barocchi sono presenti nella sezione opere delle fabbriche di Scandiano, del bolognese Angelo Minghetti, della Società Cooperativa di Imola, della fabbrica Galvani di Pordenone e servizi da tavola e oggettistica di area lombardo veneta legate sia al gusto neorococò sia al revival dei temi rinascimentali.
In quella centrale si assiste a un'intensa rivisitazione della grande stagione del Rinascimento italiano, nei modi dell'area marchigiano metaurense, con le fabbriche Ginori e Cantagalli in Toscana, Molaroni a Pesaro, Carocci e Spinaci a Gubbio. Nella stessa Gubbio e a Deruta riprende la produzione di maiolica a lustro. Nel Lazio si produce ceramica di ispirazione islamica nell'officina di Pio Fabri, mentre a Roma l'artista Francesco Randone attiva una scuola veramente innovativa. Contemporaneamente si produrranno maioliche che sintetizzano nell'eclettismo più variegato gli stili delle epoche precedenti.
Nell'Italia meridionale si continua in una produzione più popolare parcellizzata in una notevole quantità di piccole imprese artigiane. In Campania si distingueranno la fabbrica dei Fratelli Mosca e il Museo Artistico Industriale voluto da Giuseppe Filangeri a cui collaboreranno Filippo Palizzi e Domenico Morelli. In Abruzzo le varie botteghe dei maiolicari lavoreranno sulla scia della tradizione di Castelli, in Puglia con una rivisitata produzione popolaresca e una particolare attenzione al filone devozionale. In Sicilia le officine realizzeranno opere in maiolica rivisitando con inusitata vivacità le famiglie decorative dei secoli precedenti.

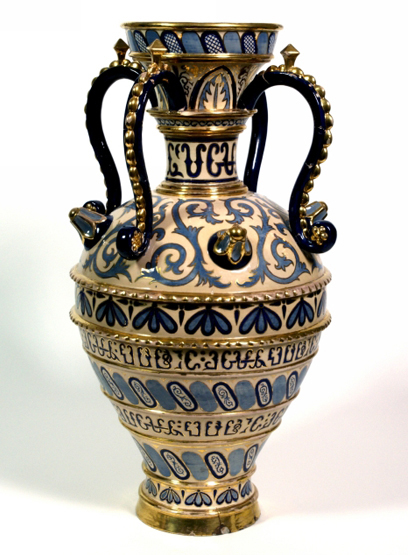
Vaso con decoro islamico. Pio Fabri, Roma, seconda metà del XIX secolo.

## Il Novecento in Europa
Nella vasta sezione dedicata alla ceramica europea del XX secolo si possono ammirare una molteplicità di opere, partendo da quelle che agli inizi del Novecento erano espressione delle principali correnti artistiche dall'Art Nouveau, allo Jugendstil, alla Secessione viennese.
Nella sala espositiva sono infatti presenti le opere di: Jutta Silka, Josef Hofmann, Auguste Delaherche, Clement Massier, Edmond Lachenal, Theodoros Colenbrander, Vilmos Zsolnay, unitamente alle manifatture di Brouwer, Distel, Fischer, Rozenburg, Bauscher, Villeroy & Boch, Meißen, Nymphenburg, Wahliss e Manifattura reale di Copenaghen.
Del periodo déco sono presenti la Fabrique Impériale et Royale de Nemy e la manifattura di Robj oltre a opere di Kurt Wendler per Rosenthal.

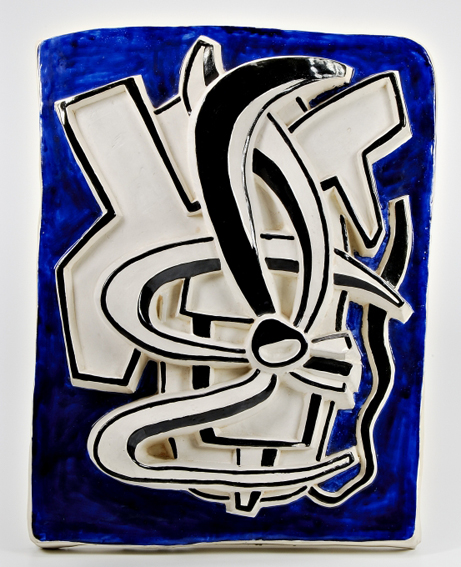
Fernand Léger

Nel dopoguerra risposero all'appello per la ricostruzione del museo i "grandi" del parterre mondiale dell'arte. Realizzarono opere in ceramica e le donarono: Pablo Picasso, Marc Chagall, Fernand Léger, Henri Matisse, per citarne i più famosi, ai quali il museo ha dedicato ampia visibilità e un posto d'onore nella sezione espositiva.
Le donazioni ebbero una vasta eco in Europa e a questo rinnovato impulso aderirono negli anni cinquanta e sessanta anche gli artisti della corrente informale esprimendo con la ceramica le loro inquietudini esistenziali, nel tentativo di restituire all'arte "figulina" una dimensione moderna mai indagata fino all'ora.
L'impegno di questi artisti, ben rappresentati lungo il percorso museale, sarà quello di "sconvolgere" e manipolare il dato certo del fare ceramica, per sfilacciare la tela della storia e giungere a una nuova sintesi.

### Il Novecento in Italia

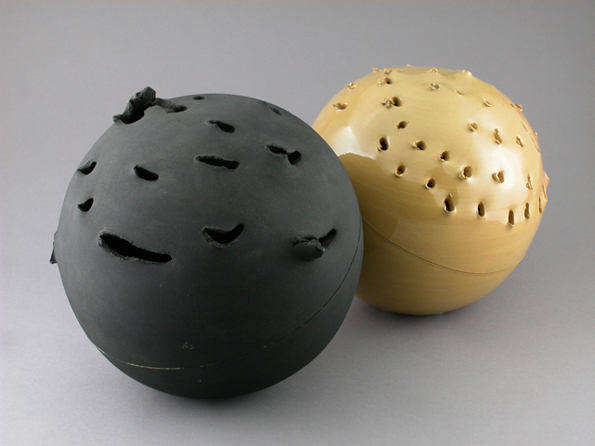
Lucio Fontana, Sfere (concetto spaziale sferico). Terracotta con vetrina e terracotta con ossido, 1957.

Le vicende della ceramica italiana del XX secolo appaiono un unicum sul palcoscenico della produzione mondiale sia per la qualità stilistica e formale attenta alle istanze più innovative del mondo artistico contemporaneo sia per il proliferare di pregevoli botteghe artigiane e fornaci industriali su tutto il territorio nazionale.
Questo perché, se anche nei molteplici ambiti linguistici dei cinque continenti si raggiungono alte espressioni artistiche, questo avviene in ambiti circoscritti e nettamente meno diffusi,
Lungo l'elenco degli artisti che nel XX secolo si sono applicati all'arte ceramica e dei quali il museo espone opere significative: da Galileo Chini, Alfredo Biagini, Giosetta Fioroni, Ettore Sottsass, Duilio Cambellotti, Salvatore Fancello, Tullio d'Albissola, Lucio Fontana, a Golia e Fausto Melotti, Alberto Burri, Enrico Baj e Gio Ponti oltre a Nanni Valentini, Antonio Zancanaro, Aligi Sassu, Giuseppe Macedonio, Giovanni De Simone e tantissimi altri.
Quasi per gemmazione spontanea rifioriscono antichi centri ceramici di grande tradizione con una produzione ricca di aneliti innovativi: "Vietri sul Mare, Albissola, Nove, Deruta, Montelupo Fiorentino, Pesaro e Sesto Fiorentino, mentre manifatture come Richard-Ginori, Società Ceramica Italiana, Gregorj, Galvani, MGA, Franco Pozzi, Laboratorio Pesaro, Lenci, Bitossi, Mancioli e Rometti" traducono nelle nuove esigenze del moderno design gli spunti decorativi e formali dell'arte contemporanea.
In Italia si assiste anche al nascere di una produzione minore, a volte con vita breve, ma sempre interprete di fermenti artistici significativi.

#### Il Novecento faentino
Agli inizi del XX secolo l'ambiente ceramico del territorio faentino elabora i nuovi impulsi dell'Art Nouveau provenienti principalmente dalla Francia e il portato più ampio proprio ai fermenti, culturali e politici, europei e italiani di fine ottocento. Faenza, dopo l'evento della manifestazione dedicata a Evangelista Torricelli del 1908, tornò alla ribalta internazionale e questo fece sì che risorgesse dall'oblio della seconda metà dell'Ottocento, il manufatto ceramico con l'apertura di molti laboratori artigianali e industrie ceramiche.

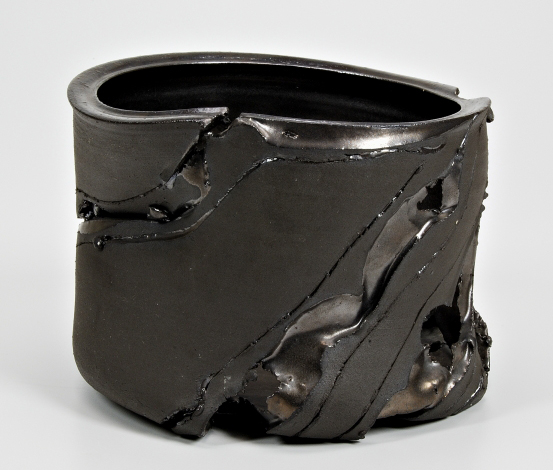
Carlo Zauli, Faenza

Iniziano nuove produzioni nella Manifattura Fratelli Minardi e nelle Fabbriche Riunite Ceramiche, con l'apparire di innovative sperimentazioni sui lustri e sul gres. Di questo fermento iniziale furono protagonisti indiscussi Domenico Baccarini e Achille Calzi. Nel 1920 Pietro Melandri in collaborazione con Francesco Nonni. Nel 1928 inizia l'attività la Bottega d'Arte Ceramica di Riccardo Gatti, seguito pochi anni dopo da Mario Ortolani, Mario Morelli, Angelo Biancini e Domenico Matteucci.
Nel dopoguerra sarà l'opera di Carlo Zauli, vincitore nel 1953, 1958 e 1962 del Premio Faenza, a farsi interprete delle più innovative istanze della ceramica contemporanea, ottenendo riconoscimenti in Italia e all'estero fino in Giappone.
Degli esiti più all'avanguardia, nella produzione di opere d'arte in ceramica del XX secolo di cui il Museo, con il Concorso Internazionale, è stato ed è a tutt'oggi promotore e cassa di risonanza, la sezione museale espone un'ampia quantità di opere.

## Vicino oriente antico, Mediterraneo e ceramiche classiche
Per il "vicino oriente antico" o "mezzaluna fertile" la sezione, con una sceltad esemplificativa di notevole valore storico, documenta il trapasso dall'epoca neolitica all'età del ferro in quella che fra il Tigri e l'Eufrate, fu una delle culle del "percorso dell'uomo verso la civiltà".; nelle vetrine sono inoltre presenti reperti anatolici, dell'Iran, e di epoca Achemenide.
Le ceramiche classiche, offrono una rappresentazione della cultura ceramica nel bacino mediterraneo dall'età del bronzo all'epoca ellenistica in un corpus ben ordinato e didatticamente esaustivo, dei materiali, delle tecniche, dei decori e dei centri di produzione di appartenenza.

## Ceramica islamica e precolombiana

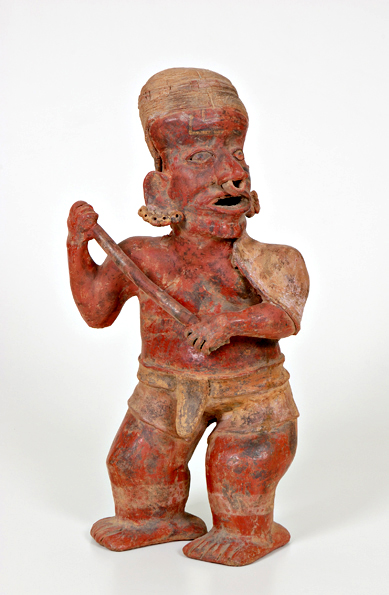
Figura di guerriero con bastone. Messico occidentale, Nayarit meridionale, III secolo a.C.-IV d.C. Periodo inf. di Ixtlan, stile San Sebastian rosso.

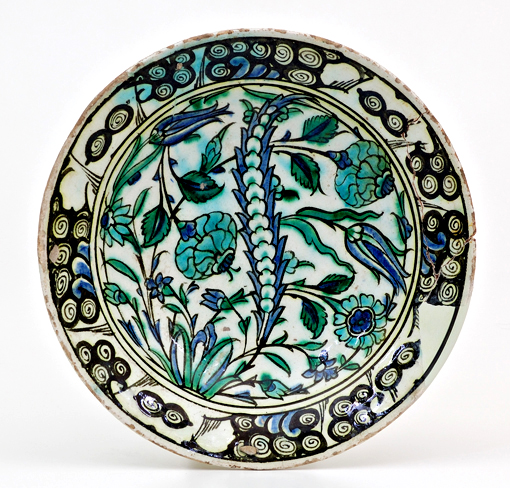
Piatto con decoro floreale. İznik, fine del XVI secolo.

La sezione offre uno spaccato dell'arte ceramica dell'oriente islamico dall'epoca Samanide, con i suoi pregevoli "ingobbi", ai primi lustri di epoca selgiuchide, per passare agli invetriati ottomani di İznik e ai lustri iberici del periodo Almoravide e Almohade che tanto influenzeranno la cultura ceramica italiana in età medioevale.
Segue un vasto corpus di frammenti che completano il repertorio tipologico, del fare ceramica, nel vicino oriente islamico dalle sue origini ai tempi più recenti.
Sei vetrine dedicate all'arte precolombiana mettono in risalto la notevole qualità stilistica e formale raggiunta dalle culture peruviana e mesoamericana con "sessantuno culture archeologiche" di riferimento.
Ne è un pregevole esempio il guerriero con bastone qui rappresentato dal probabile "uso votivo per libagioni o aspersioni".
Completano la sezione reperti afferenti alle culture: caraibica, intermedia, amazzonica, andina meridionale e pampeana.

## Premio Faenza
Il Museo è la sede del «Concorso internazionale della ceramica d'arte contemporanea», più noto come «Premio Faenza». Assegnato da una giuria internazionale, è il più longevo concorso d'arte ceramica in ambito internazionale. Si tiene negli anni dispari.

## Galleria d'immagini

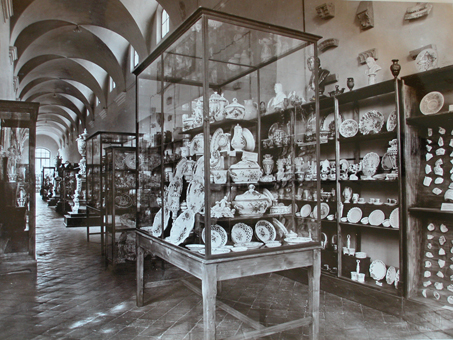
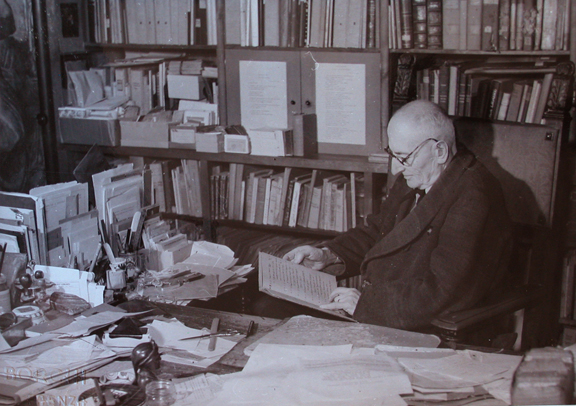
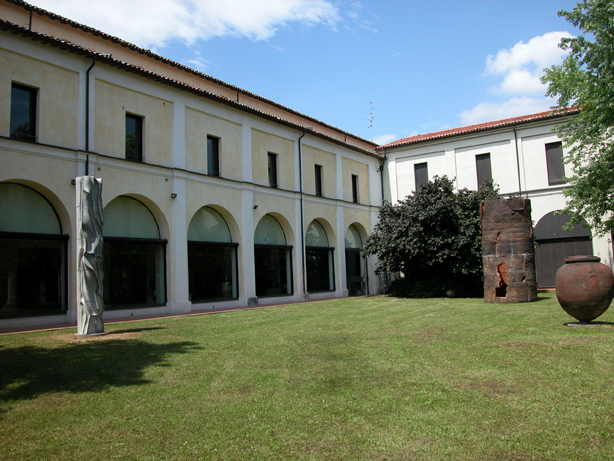
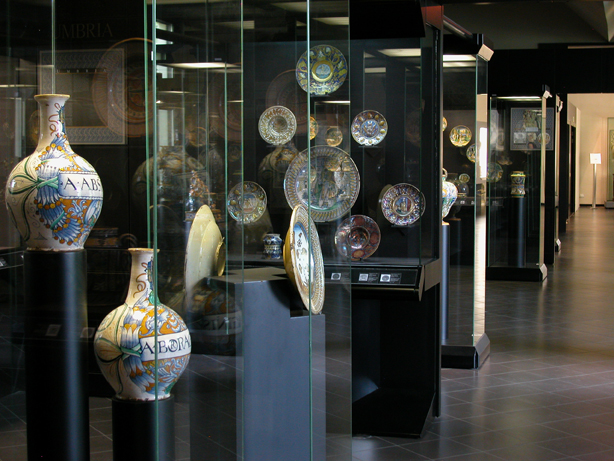
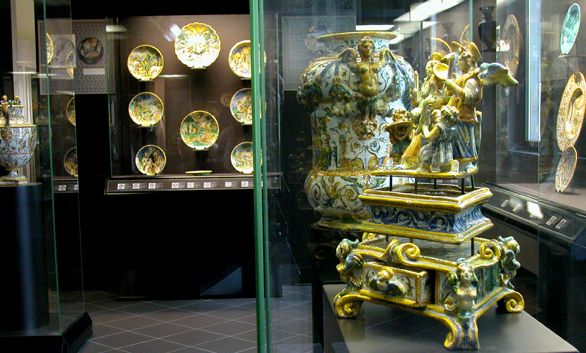
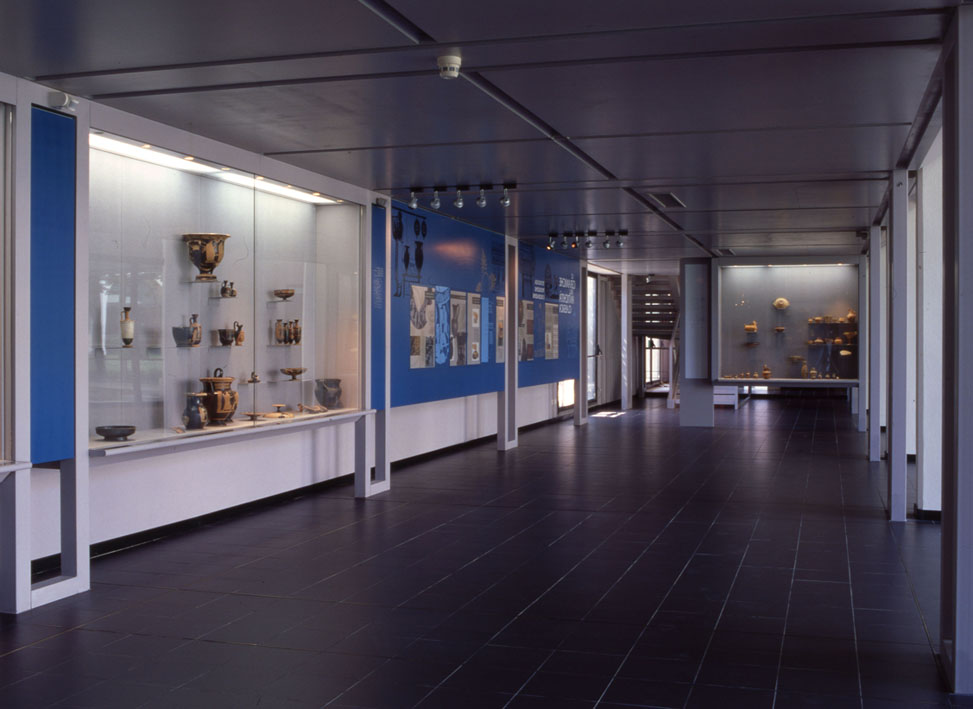